# Vlotho

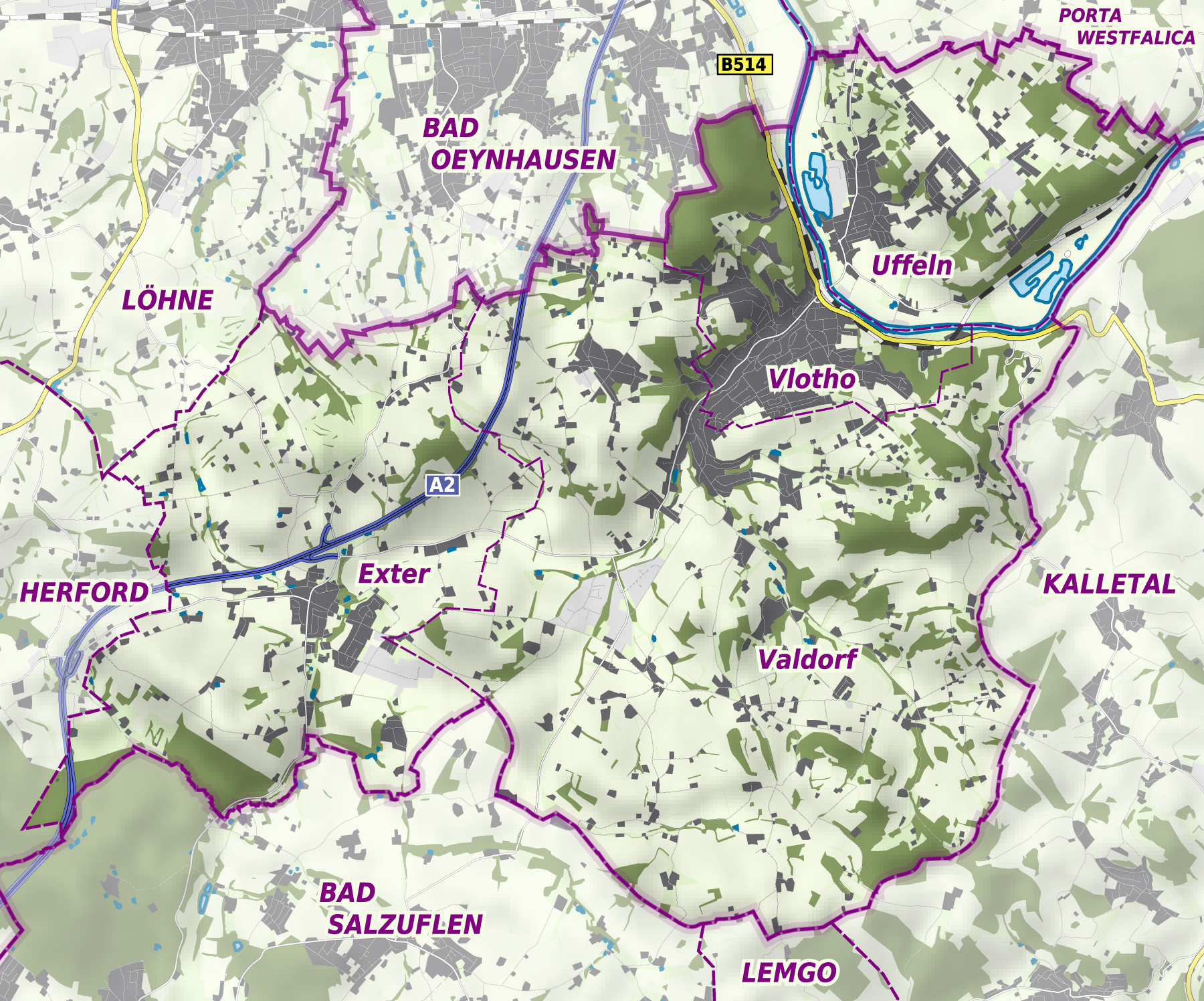
Übersicht

Vlotho [ˈfloːtʰoː] ⓘ (niederdeutsch: Vläote, Vläothe, Vleode, Vlauthe) ist eine ostwestfälische Stadt im Nordosten des deutschen Landes Nordrhein-Westfalen. Vlotho hat 18335 Einwohner und gehört zum Kreis Herford im Norden des Regierungsbezirk Detmolds bzw. im Norden der Region Ostwestfalen-Lippe.
Die Stadt liegt im Lipper Bergland und beiderseits der Weser. Vlotho wurde 1185 erstmals urkundlich erwähnt und erhielt im 12. Jahrhundert erstmals das Stadtrecht. Seit 1978 ist Vlotho staatlich anerkannter Luftkurort mit Kurmittelbetrieb. Durch die Kommunalreformen wurde die Stadt Vlotho zwischen 1969 und 1973 um die drei Umlandgemeinden Exter, Valdorf und Uffeln erweitert und erhielt ihren heutigen Zuschnitt.

## Geografie

### Geografische Lage

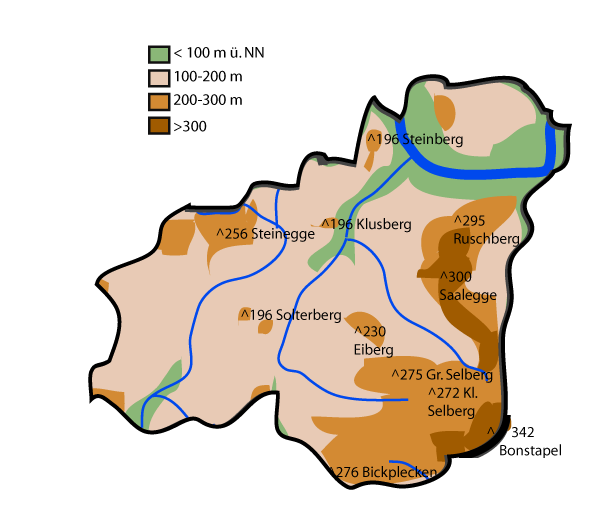
Topographie des Stadtgebietes

Die Stadt Vlotho liegt etwa 10 km südlich der Porta Westfalica am Übergang zwischen Ravensberger Hügelland im Westen und Norden, Lipper Bergland im Süden und oberem Wesertal im Osten. Die aus Osten kommende Weser wendet bei Vlotho ihren Lauf gen Norden und teilt Uffeln im Nordosten vom restlichen Stadtgebiet ab. Höchste Erhebung mit 342 m ü. NN ist der Bonstapel im Südosten, beherrscht wird das Stadtbild jedoch vom direkt an der Weser gelegenen Amtshausberg (141 m ü. NN), einem Sporn der Anhöhe Ebenöde, die sich nordwestlich der Innenstadt befindet. Der tiefste Punkt mit etwa 49 m ü. NN liegt im Nordosten des Stadtgebiets am Abfluss der Weser. Insgesamt befinden sich mit dem bereits genannten Bonstapel und den nächsthöheren Gipfeln Nettelberg (304 m), Saalegge (300 m), Ruschberg (294 m) und Bickplecken (276 m) die fünf höchsten Berge des Kreises Herford in Vlotho. An den Gipfeln entspringen einige Bäche. Von den ganz oder teilweise in Vlotho verlaufenden Gewässern haben folgende ein Einzugsgebiet von über 10 km²: Glimke, die Linnenbeeke, der Mittelbach, der Borstenbach, der Forellenbach und die Salze. Diese entwässern überwiegend die Randgebiete Richtung Werre oder Bega, nur Forellenbach und Linnenbeeke entwässern einen nennenswerten Teil des zentralen Stadtgebiets direkt in die Weser.
Die Gesamtfläche der Stadt Vlotho beträgt 76,92 km². Die größte Ausdehnung in Nord-Süd-Richtung sowie in Ost-West-Richtung beträgt etwa 13 km.
| Fläche nach Nutzungsart | Landwirt- schafts- fläche | Wald- fläche | Gebäude-, Frei- und Betriebsfläche | Verkehrs- fläche | Wasser- fläche | Sport- und Grünfläche | sonstige Nutzung |
| ----------------------- | ------------------------- | ------------ | ---------------------------------- | ---------------- | -------------- | --------------------- | ---------------- |
| Fläche in km²           | 50,46                     | 10,31        | 9,32                               | 4,38             | 1,15           | 1,00                  | 0,30             |
| Anteil an Gesamtfläche  | 65,59 %                   | 13,40 %      | 12,11 %                            | 5,69 %           | 1,49 %         | 1,30 %                | 0,39 %           |

### Stadtgliederung
Vlotho gliedert sich nach § 2 der Hauptsatzung in folgende vier Ortsteile, deren Grenzen sich mit denen vor der Gebietsreform decken (siehe Eingemeindungen):
| Ortsteil | Einwohner (31. Dez. 2022) | Ortsteile der Stadt Vlotho |
| -------- | ------------------------- | -------------------------- |
| Vlotho   | 7.070                     | Ortsteile der Stadt Vlotho |
| Valdorf  | 5.206                     | Ortsteile der Stadt Vlotho |
| Uffeln   | 3.623                     | Ortsteile der Stadt Vlotho |
| Exter    | 2.798                     | Ortsteile der Stadt Vlotho |
| Gesamt   | 18.697                    | Ortsteile der Stadt Vlotho |

Alle Ortsteile mit Ausnahme von Vlotho führen vorangestellt den Zusatz Vlotho-.

### Nachbargemeinden
Vlotho grenzt im Westen an Herford und Löhne im Kreis Herford, im Norden an Bad Oeynhausen und Porta Westfalica im Kreis Minden-Lübbecke sowie im Osten und Süden an Kalletal, Lemgo und Bad Salzuflen im Kreis Lippe.

### Geologie

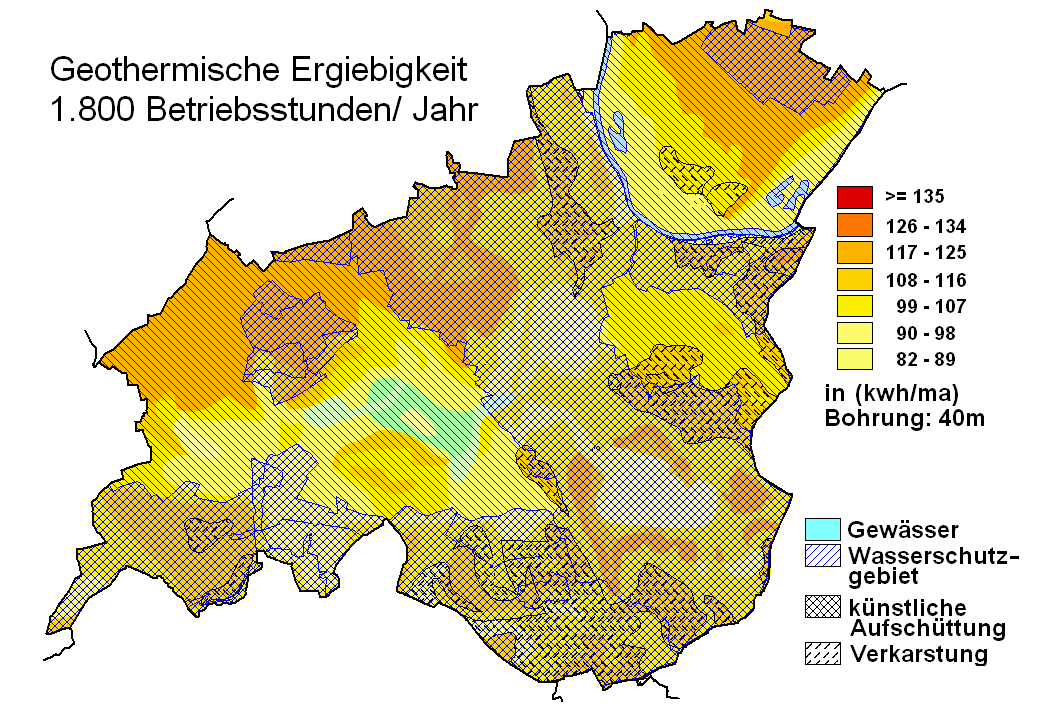
Geothermische Karte von Vlotho

Vlotho liegt auf Untergrund, der im Wesentlichen aus Ton-, Tonmergel- und Sandstein aus dem Trias und Unterem Jura aufgebaut ist. Durch die Gebirgsbildung wurde das Gebiet in zahlreiche Sättel, Mulden, Horste, Gräben und kleinere Schollen umgeformt. An der Weser und im südlichen Stadtgebiet sind aus der Eiszeit Lockergesteine wie Geschiebelehm, Schmelzwassersand, Flusskies und der fruchtbare Löß anzutreffen. Letztere auch dort, wo das Gebiet im Westen in das Ravensberger Hügelland übergeht. Durch Verkarstung kam es in dieser Gegend zu entsprechend großen Erdfällen. In Vlotho und der Umgegend wurde das sehr selten vorkommende Pyrit-Zwillingskristall Eisernes Kreuz gefunden.
Die Eignung von Vlotho zur Nutzung von geothermischen Wärmequellen mittels Erdwärmesonde und Wärmegewinnung durch Wärmepumpenheizungen ist standortabhängig äußerst unterschiedlich ausgeprägt, es gibt ungeeignete aber auch sehr gut geeignete Lagen (vgl. dazu die nebenstehende Karte).

### Klima
Das Klima in Vlotho wird durch die Lage im ozeanisch-kontinentalen Übergangsbereich Mitteleuropas und durch seine naturräumliche Lage am Übergang zwischen Ravensberger Hügelland im Westen und Norden, Lipper Bergland im Süden und oberem Wesertal im Osten bestimmt. Das Gebiet liegt überwiegend im Bereich des subatlantischen Seeklimas, weist aber temporäre kontinentale Einflüsse auf. Die Winter sind unter atlantischem Einfluss meist mild, die Sommer mäßig warm, die Niederschläge relativ gleichmäßig verteilt. Die Jahresmitteltemperatur liegt bei etwa 8,5 °C, wobei die Höhenlagen rund 0,5 °C kühler sind. Die Wesertalung ist um bis zu 0,5 °C wärmer. Die mittlere Jahresniederschlagsmenge liegt hier bei rund 750 mm.
Da Klimawerte mit Ausnahme von Niederschlägen für Vlotho nicht verfügbar sind, werden die Daten der benachbarten Stadt Herford zur Beurteilung herangezogen. Dabei ist zu berücksichtigen, dass Herford rund 40 m niedriger liegt. Die folgende Tabelle zeigt die Klimadaten im langjährigen Mittel (unterschiedliche Zeiträume):
|                        | Jan  | Feb  | Mär  | Apr  | Mai  | Jun  | Jul  | Aug  | Sep  | Okt  | Nov  | Dez  |   |       |
| Mittl. Temperatur (°C) | 1,8  | 2,2  | 5,3  | 8,4  | 13,0 | 15,6 | 17,7 | 17,4 | 13,8 | 9,8  | 5,4  | 3,1  | ⌀ | 9,5   |
|                        |      |      |      |      |      |      |      |      |      |      |      |      |   |       |
| Niederschlag (mm)      | 69,2 | 51,3 | 62,8 | 59,4 | 71,6 | 82,1 | 74,9 | 71,6 | 67,0 | 55,2 | 67,9 | 79,2 | Σ | 812,2 |
|                        |      |      |      |      |      |      |      |      |      |      |      |      |   |       |
| Sonnenstunden (h/d)    | 1,4  | 2,5  | 3,3  | 5,0  | 6,4  | 6,5  | 6,1  | 6,1  | 4,4  | 3,5  | 1,7  | 1,2  | ⌀ | 4     |

|  |

|  |

|  |

|  |

|  |

|  |

|  |

|  |

|  |

|  |

|  |

|  |

|  |

|  |

|  |

|  |

|  |

|  |

|  |

|  |

|  |

|  |

|  |

|  |

Niederschläge in Vlotho-Valdorf

Siehe auch: Klima in Ostwestfalen-Lippe

## Geschichte

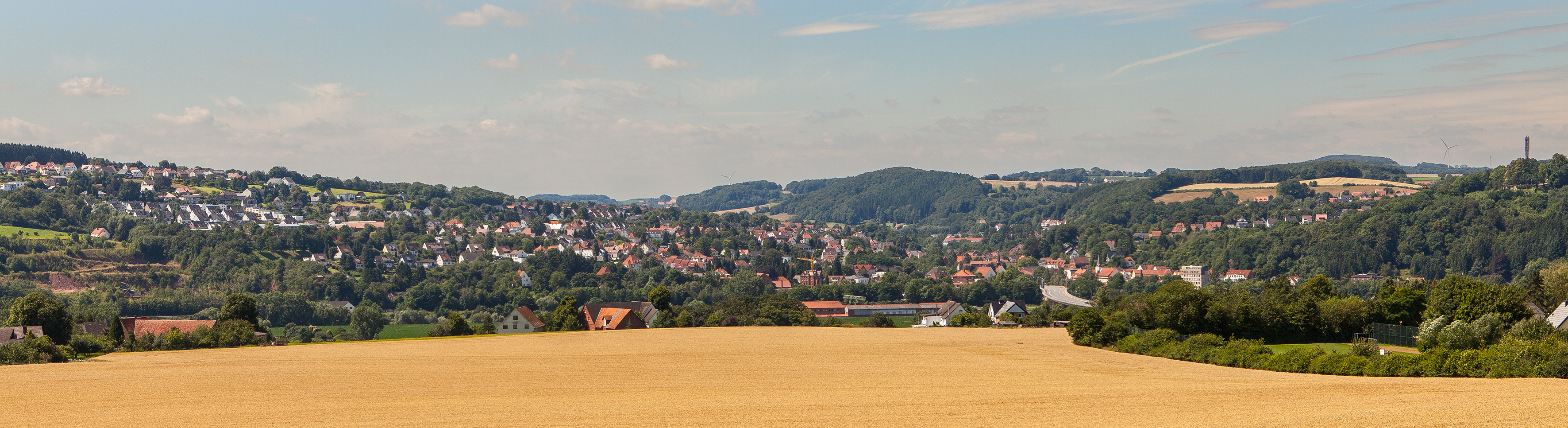
Panorama der Stadt Vlotho, in der Gesamtansicht vom Winterberg (links) bis zum Amtshausberg (rechts) vom Standort Uffelner Buhn aus

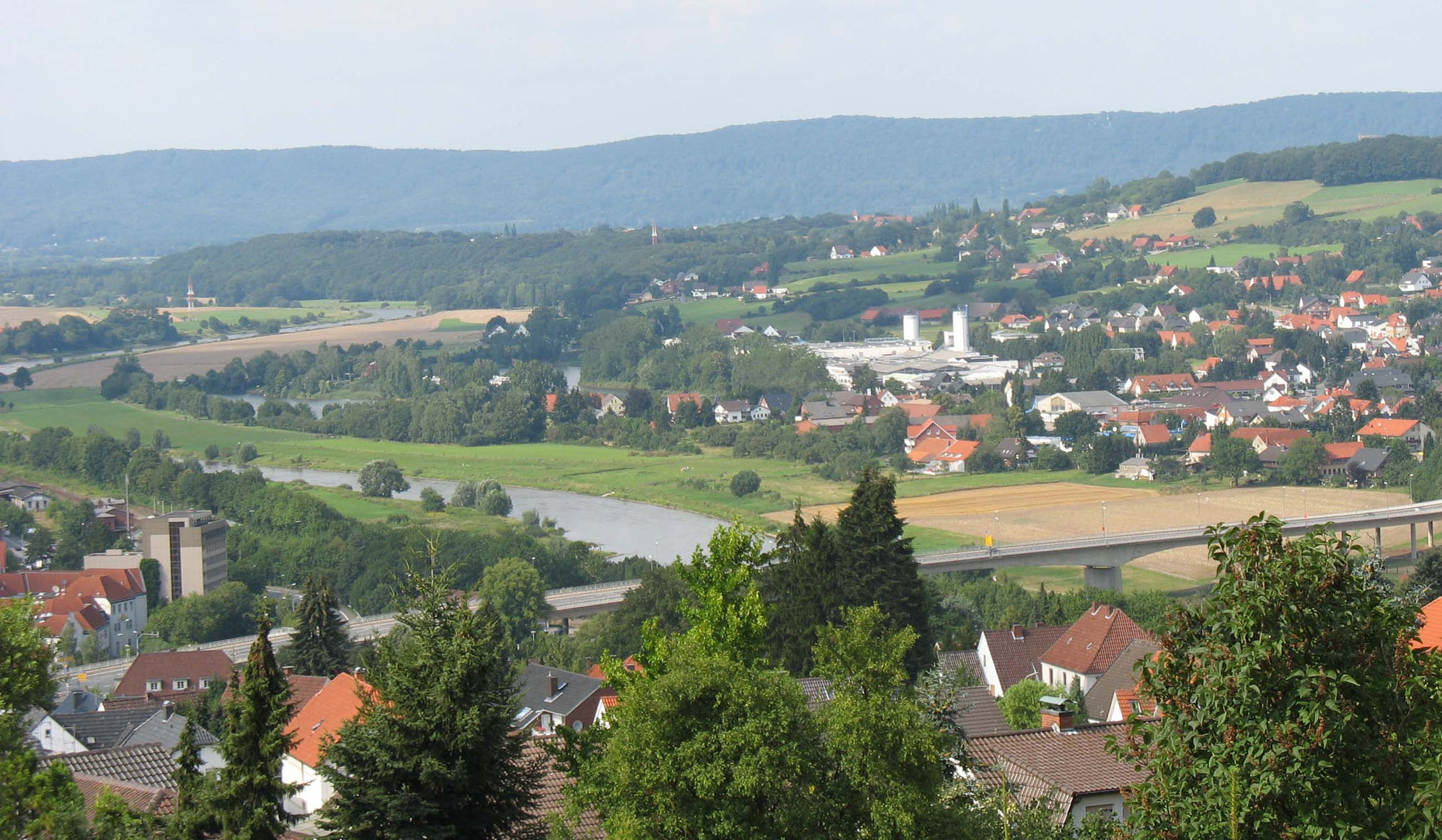
Das Stadtzentrum, die Weser und der Ortsteil Uffeln

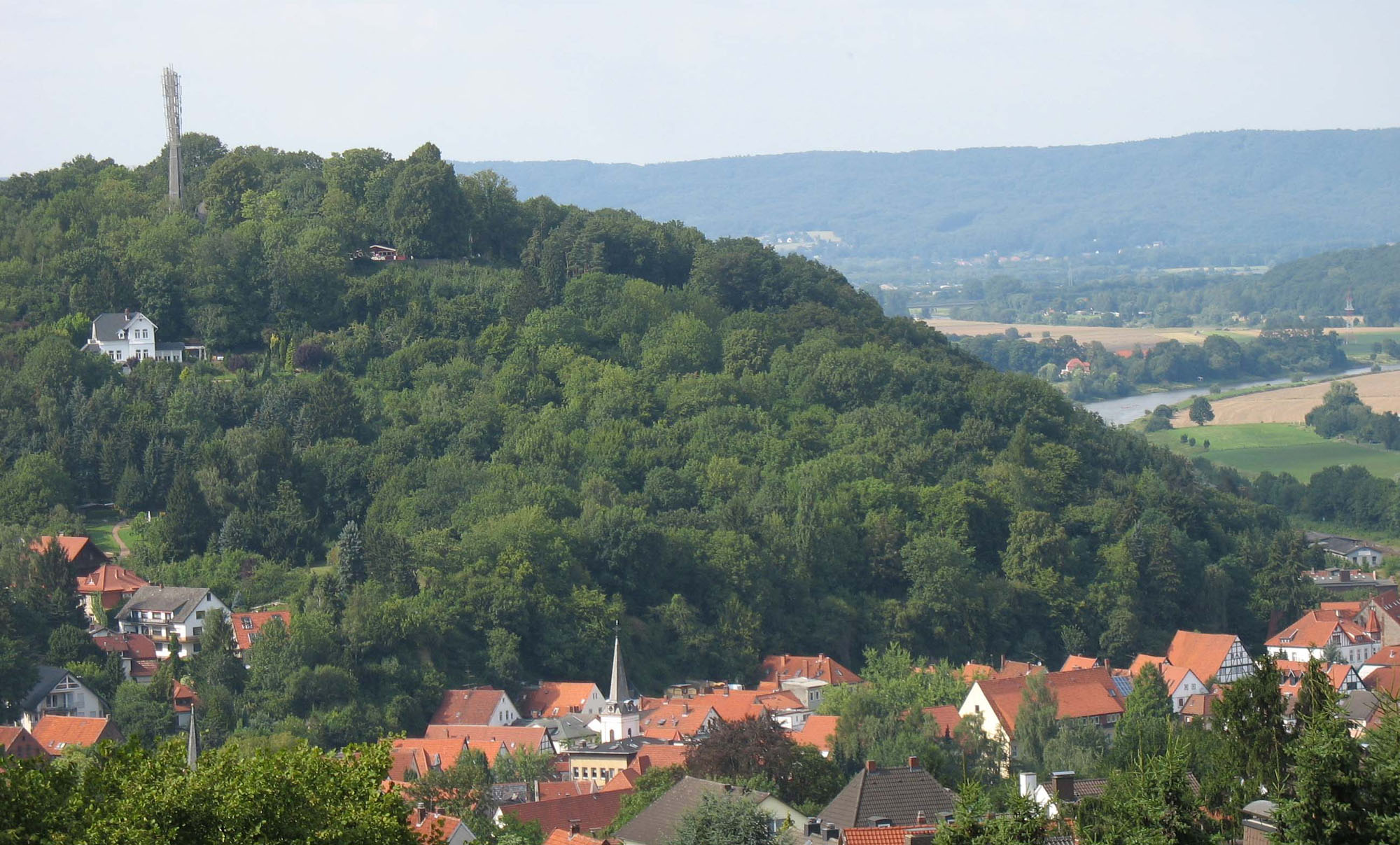
Das Stadtzentrum, der Amtshausberg und die Weser

### Name
Zur Herkunft des heutigen Namens Vlotho wird vermutet, dass er sich aus Vlothowe entwickelt hat. Das niederdeutsche Wort ist eine Zusammensetzung aus Vlauthe, Vlothe oder ähnliches (dem heutigen Forellenbach) und owe für Flussaue. Der Forellenbach wird von Anhöhen seitlich eng begrenzt, was verhinderte, dass sich an seinen Ufern nennenswerte Landwirtschaft entwickelte.

### Frühgeschichte
Werkzeugfunde in der alten Kiesgrube im Ortsteil Uffeln lassen darauf schließen, dass das Gebiet von und um Vlotho mindestens seit dem Mesolithikum, der mittleren Steinzeit (4000 v. Chr.) besiedelt ist. Die Entdeckung der Reste eines germanischen Wohnplatzes in der Nachbarstadt Bad Salzuflen (Ortsteil Wüsten, etwa 200 n. Chr.) weist ebenso wie die 1933 vorgefundenen Hügelgräber auf dem Uffelner Buhn (etwa 2000 bis 3000 v. Chr.) auf weitere durchgängige Besiedlung hin. Das wird unterstützt durch Zeugnis von anderen Grabstätten um 700 v. Chr. im heutigen Vlothoer Stadtgebiet links der Weser, die bis auf eine Ausnahme (im Ortsteil Exter) nicht mehr direkt nachweisbar sind.
Der Vlothoer Amtshausberg wurde wahrscheinlich schon vor etwa 2000 Jahren durch eine Wallburg befestigt. Zur Zeit der Karolinger um 850 n. Chr. befand sich hier ein befestigter Königshof. Auch auf dem Paterberg konnte die Existenz einer alten Wallburg, genannt „Hünenburg“ nachgewiesen werden.
Durch die zwischen zwei Höhenzügen (Teutoburger Wald und Wiehengebirge) liegende Ravensberger Mulde führten schon lange wichtige Handelswege in Richtung Porta Westfalica und zum Naturhafen in Vlotho. Die Weser konnte hier über die in Richtung Rehme nahe liegende sogenannte Vössener Furt überquert werden.

### Erste Erwähnung

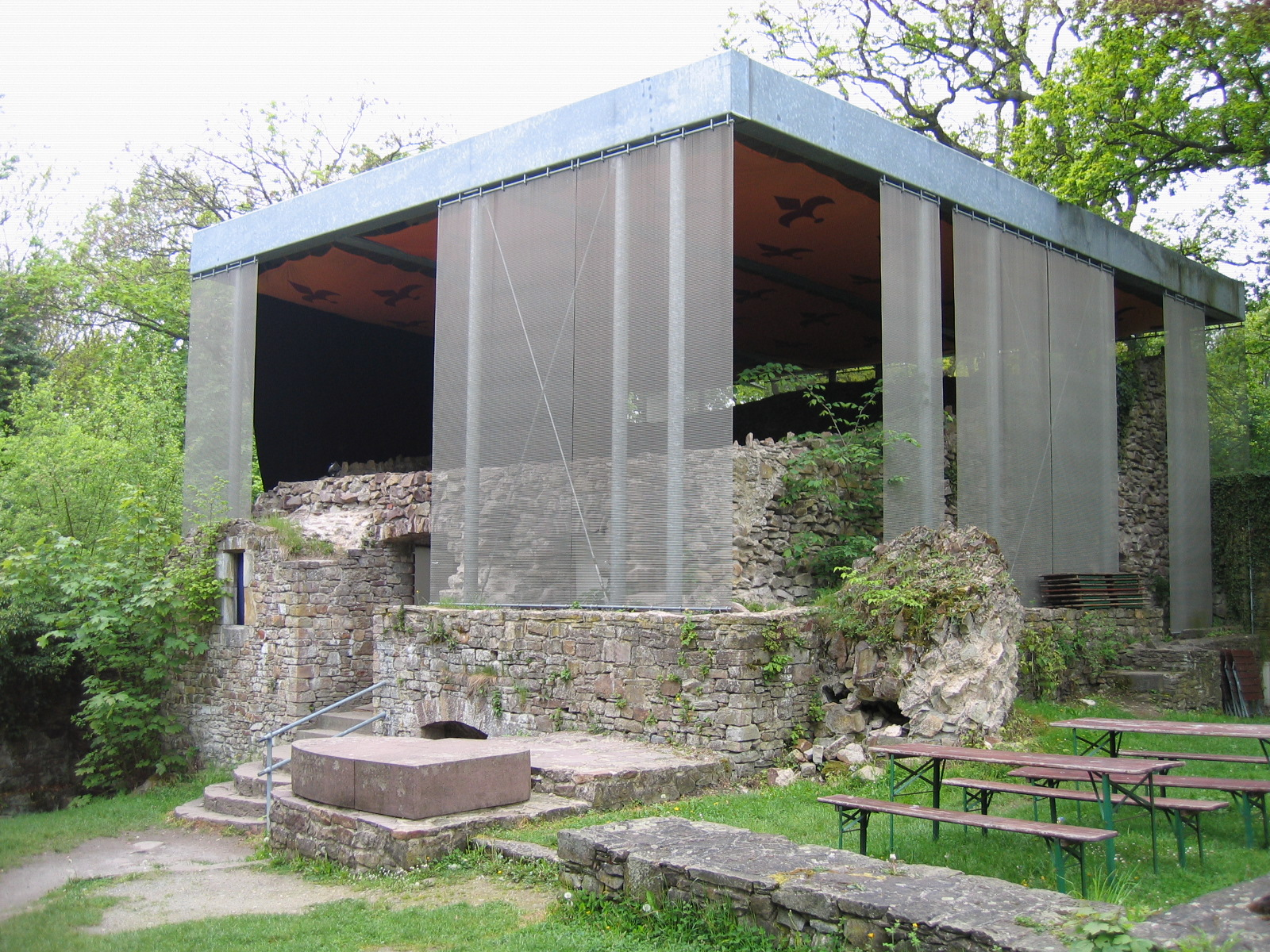
Burg Vlotho – heutige Ansicht

Vlotho wird 1185 erstmals urkundlich erwähnt, als ein „Gottfried von Vlotho dem Kloster Loccum sieben Hufen Land“ geschenkt hat. Beurkundet hat den Vorgang Bischof Anno von Landsberg, die vorliegende Urkundenabschrift ist allerdings nicht datiert. Sie ist auch einer der wenigen Hinweise auf die Existenz der Herren von Vlotho. Auch von ihrem vermutlich ersten Sitz, der Wasserburg Schune, ist nichts mehr vorhanden.
Der Wirkungsbereich der Herren von Vlotho, das alte Amt Vlotho, entsprach in etwa dem heutigen Stadtgebiet. Hinzuzurechnen ist aber das Gebiet des heutigen Ortsteiles Rehme der Stadt Bad Oeynhausen. Ihren Sitz, die Wasserburg Schune im Mündungsbereich des Forellenbaches in die Weser gaben sie um 1150 auf. Von der auf dem heutigen Amtshausberg errichteten Burg aus kontrollierten sie von da an den Wasserweg Weser, aber auch die örtlichen Landwege. Von den Herren von Vlotho ist so gut wie nichts bekannt. Als sie ausstarben, übernahmen die Grafen von Ravensberg die Herrschaft, mussten ihre Hoheitsrechte aber mit anderen Grundherren teilen. Schon im 10. Jahrhundert waren einige Bauernhöfe den alten Klöstern in Herford und Möllenbeck abgabepflichtig gewesen. Als weitere Rechteinhaber sind u. a. das Herforder Stift auf dem Berge und das Kloster Segenstal in Vlotho zu nennen, aber auch das Paderborner Kloster Abdinghof gehörte zu den Nutznießern.

### Ab dem 13. Jahrhundert
Die Geschichte der Stadt Vlotho ist eng verbunden mit der der um 1250 errichteten Höhenburg auf dem Amtshausberg. Verlässliche Angaben über ihre Gründung liegen nicht vor. Der Vlothoer Chronist Großmann schreibt im Zusammenhang mit der Geschichte der Kirche in Valdorf dazu: „Anscheinend ging die Absicht der Herren von Vlotho dahin, aus der Siedlung am Fuße des Amtshausberges eine Art Landeshauptstadt zu machen. Zu diesem Zwecke schnitten sie aus dem Gebiet des Kirchspiels Valdorf (45 km²) ein Gebiet von nur rund 6 km² heraus und gaben der Siedlung Vlotho Stadtrechte.“ Das bedeutete, dass es hier einen eigenen Stadtrichter gab und der Ort mit entsprechenden Stadtrechten versehen war.
Für 1336 wird der erste Fährbetrieb in Vlotho vermutet, der 1423 erstmals urkundlich erwähnt wurde. Aus dem 16. Jahrhundert bekannte Flurnamen sind weitere Belege. Es lag nahe, hier sowohl für den Verkehr auf dem Wasser als auch auf dem Lande eine Zollstelle einzurichten. In Folge kam es zu Ansiedlungen.
1368 fielen die Mindener ein und zerstörten Burg und Stadt fast völlig. In der Folge verlor Vlotho die Stadtrechte wieder und gehörte unter das Gaugericht zu Herford.
Als Teil der Grafschaft Ravensberg war die Herrschaft Vlotho an die Vereinigten Herzogtümer Jülich-Kleve-Berg gefallen. Mitte des 16. Jahrhunderts veranlasste Wilhelm der Reiche, Herzog von Jülich, Kleve und Berg die Erstellung eines Katasters. Dieses Urbar der Grafschaft Ravensberg von 1556 enthält detaillierte Aufzeichnungen auch zum damaligen Amt Vlotho. So blieben Angaben erhalten über die Anzahl der Hofstätten, deren Bewohner und welche Leistungen und Abgaben von diesen an wen zu erbringen waren sowie Angaben zu Gehörigkeiten.
Danach bestand das Amt Vlotho aus den Vogteien Wehrendorf und Vlotho. Von den 225 Hofstätten letzterer lagen 91 im Kirchspiel Exter mit den Bauerschaften Exter, Schwarzenmoor und Solterwisch, welche kirchlich zum Herforder Stift Berg gehörten. Im Kirchspiel Rehme (87 Stätten) waren die Bauerschaften Rehme (Kirchenstandort), Nieder- und Oberbecksen, Bessingen, Babbenhausen sowie Reelsen zusammengefasst. Der Flecken Vlotho zählte 47 Stätten.
Zur Vogtei Wehrendorf wurden 136 Hofstätten für das Kirchspiel Valdorf verzeichnet. Dieses Gebiet mit den zusammengefassten Bauerschaften Bonneberg, Brockhagen, Maasbecke, Nieder- und Oberhollwiesen, Nienhagen und Valdorf (Kirchenstandort) blieb weitgehend unverändert und entspricht damit dem heutigen Ortsteil Valdorf.

### Ab dem 17. Jahrhundert

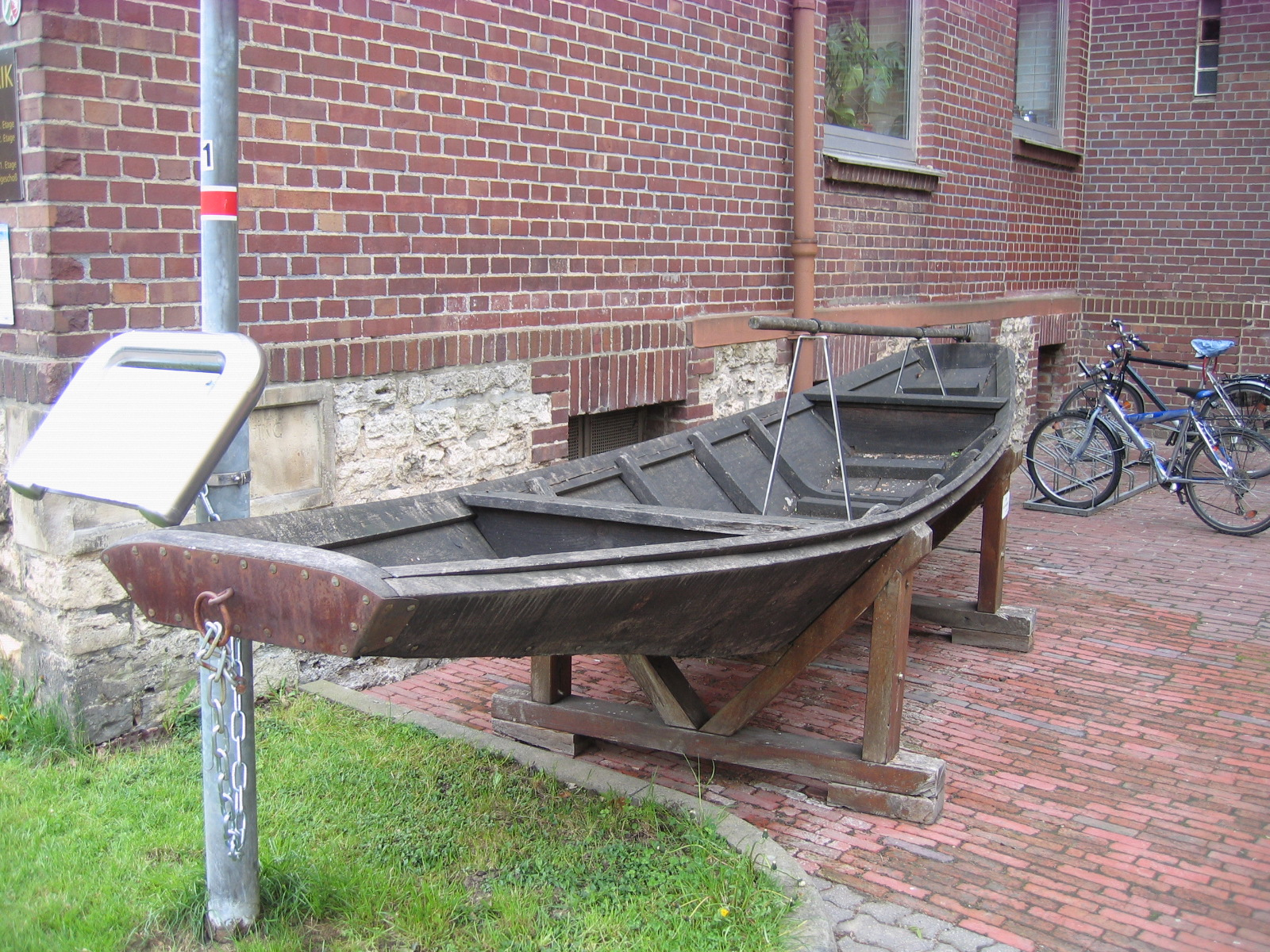
Nachbau (2000) des Bootes eines Vlothoer Binnenfischers. Solche Lattenboote wurden auch im Fährbetrieb auf der Weser eingesetzt.

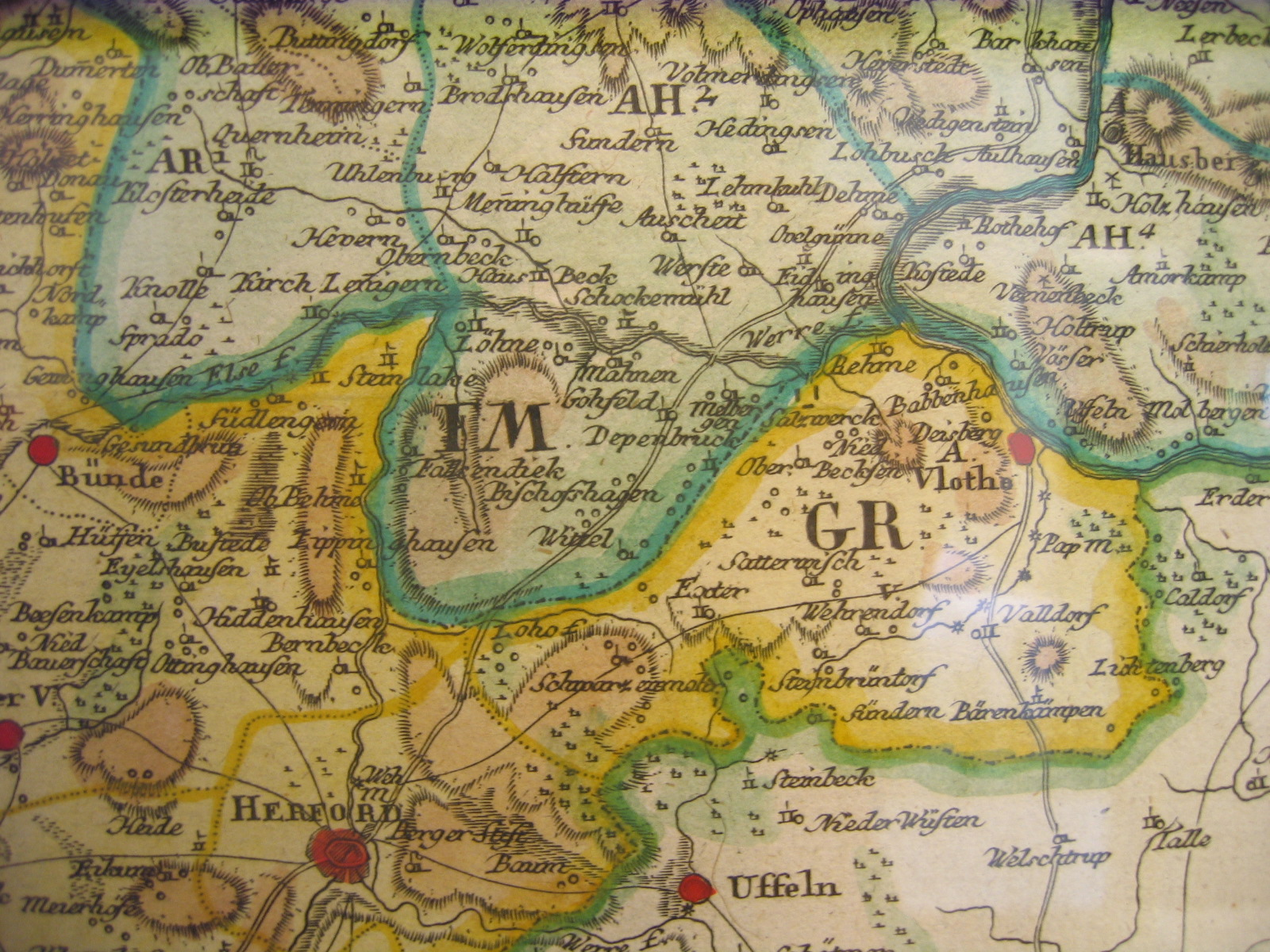
Amt Vlotho um 1797

Über das Schicksal der Stadt Vlotho im Dreißigjährigen Krieg gibt es nur wenige schriftliche Überlieferungen. Soweit bekannt ist, blieb Vlotho eher am Rande des Kriegsgeschehens und wurde nur von Durchmärschen und Einquartierungen verschiedener Truppen betroffen. Die einzige größere Kriegshandlung in der Umgebung war ein nur wenige Stunden dauerndes Gefecht im heutigen Vlothoer Ortsteil Valdorf. Das Ereignis wird heute als Schlacht bei Valdorf bzw. Vlotho bezeichnet.
Erst 1650 durften die Vlothoer unter dem Großen Churfürsten jährlich einen Jahrmarkt abhalten. Auch sonst erlebte der Ort eine neue Blüte. Auffällig ist, dass anderenorts so kurz nach dem Dreißigjährigen Krieg die Normalität vergleichsweise stockend einsetzte.
Eine wesentliche Rolle für die rasch wieder zunehmende Bedeutung der Weserstadt spielte der Hafen, aus dem Handelsgüter und Rohstoffe bis weit ins lippische und Ravensberger Hinterland transportiert wurden und zurück. Das ausgerechnet in Vlotho der wichtigste Hafen zwischen Minden und Hameln entstehen konnte, lag daran, dass hier Inseln (Werder) den Strom teilten. Im ruhigen Arm (dort, wo seit 1875 die Eisenbahntrasse verläuft) konnten nach Großmann bis zu hundert Schiffe anlegen, ankern und sogar überwintern.
Die Gründung der Vlothoer Schiffergilde, einer Vereinigung der im Ort ansässigen Binnenschiffer, ist auf diesen Aufschwung mit zurückzuführen. Analog dazu hatten sich viele Vlothoer auf das Fuhrgewerbe eingerichtet, die Stadt lebte in hohem Maße vom Güterverkehr, der Naturhafen erwies sich als Segen. Vlotho wurde zum Leggeort (Zentrum des Leinenhandels), erhielt 1719 städtische Rechte als Titularstadt und 1740 wieder einen eigenen Magistrat.
Große Bedeutung hatte auch die Floßschiffahrt, die neben dem Rohstoff Holz unter anderem Mühlsteine auf der Weser stromabwärts transportierte. Bis aus dem Thüringer Wald kamen die Fuhrwerke stromaufwärts mit ihrer schweren Last, die dann ihren Weg auf dem Wasser in nördlicher Richtung fortsetzten.
Mit dem Übergang der Grafschaft Ravensberg an Brandenburg Anfang des 17. Jahrhunderts hatte sich gebietsmäßig für Vlotho nichts geändert. 1786 wurden mit der Grafschaft Lippe einige unklare Grenzverhältnisse im Bereich der Bauerschaften Steinbründorf, Wehrendorf und Exter geregelt. Für 1796 sind in den Bauerschaften 636 Kolonate mit 484 Kötterhäusern bekannt sowie 235 Bürgerhäuser in der Stadt Vlotho. Aus diesem Jahr stammt auch ein erster Stadtplan.

### 19. Jahrhundert

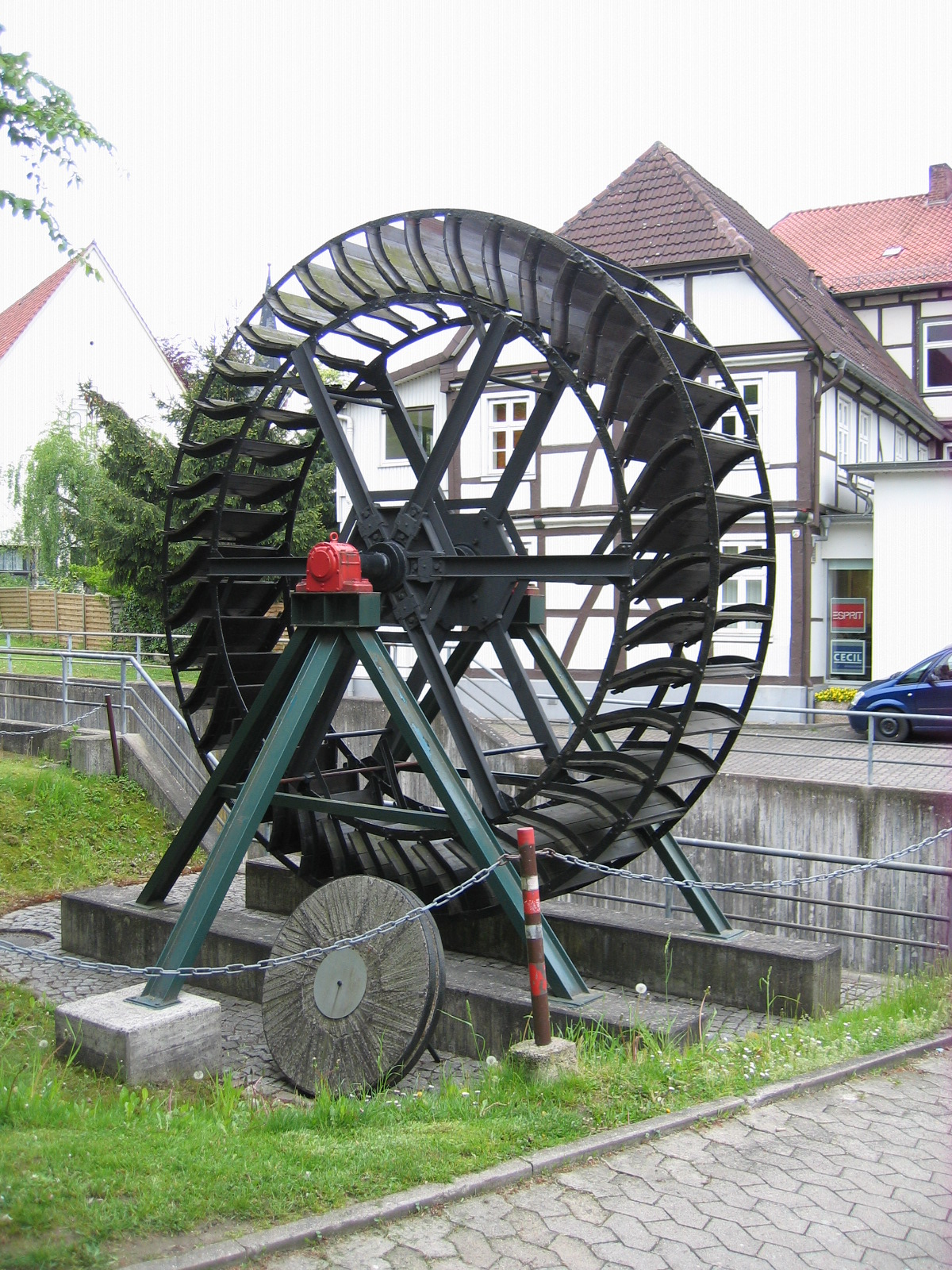
Wasserrad der früheren Kuhl’schen Mühle am Forellenbach

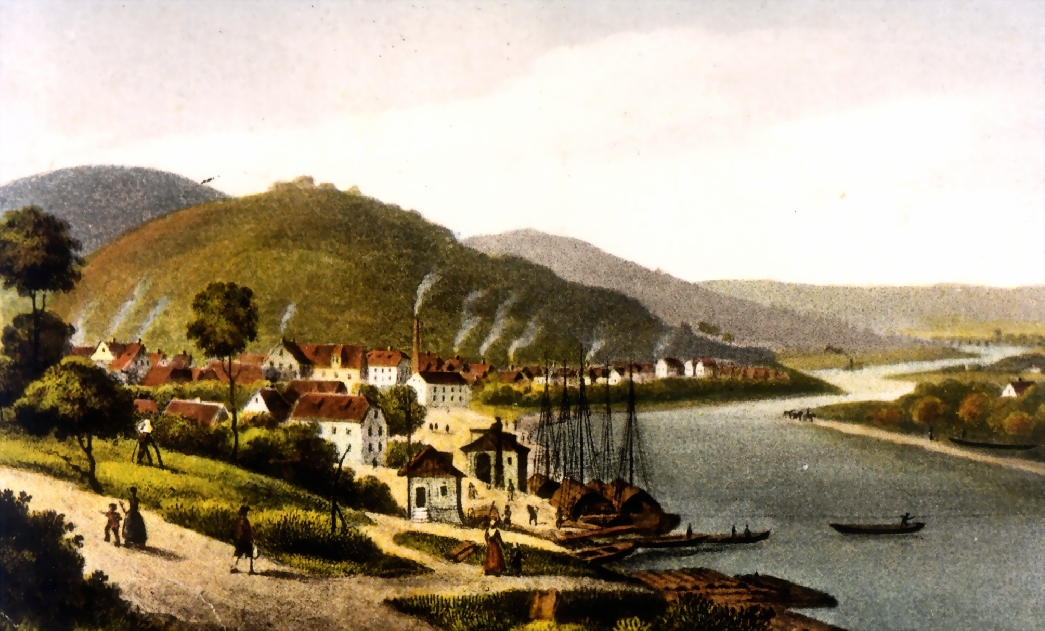
Weserhafen, Stadt und Amtshausberg um 1850

Nach dem Frieden von Tilsit trat Preußen im Jahr 1807 alle Gebiete westlich der Elbe ab. Das neue Königreich Westphalen wurde nach französischem Vorbild neu eingeteilt. Der aus Ravensberg gebildete Distrikt Bielefeld gehörte zum Weser-Departement mit der Hauptstadt Osnabrück und bestand aus 11 Kantonen. Der Kanton Vlotho entsprach im Gebiet genau dem bisherigen ravensbergischen Amt. Das änderte sich nach der Kontinentalsperre, in der sein Gebiet westlich der Weser und nördlich der Werre dem französischen Kaiserreich zugeschlagen wurde. Der verbleibende Rest des Distriktes Bielefeld insgesamt wurde mit dem Departement der Fulda vereinigt, Schwarzenmoor dem Kanton Herford zugeschlagen. Der Kanton Vlotho erhielt den verbliebenen Teil des Kantons Bünde mit den Kirchspielen Gohfeld und Löhne. Das blieb bis 1816 so, als dem da neugebildeten Kreis Bünde die Kirchspiel Gohfeld und Löhne zugeschlagen wurde. Vlothos Gebiet umfasste damit wieder die Kirchspiele Vlotho, Valdorf, Exter (aber ohne Schwarzenmoor) und Rehme. Hinzu kam die Gemeinde Dehme. Als 1813 auch die Stadt Vlotho wieder unter preußische Verwaltung kam, profitierte sie erneut von der günstigen Lage an der wichtigen Wasserstraße Weser. Das Jahr 1832 brachte die Vereinigung der Kreise Bünde und Herford zum in etwa heutigen Kreis Herford. Das Amt Dützen im Kreis Minden bekam das Kirchspiel Rehme zugeschlagen. 1843 wurde Rehme zum eigenständigen Amt. Was das Amt Vlotho angeht, veränderte sich nach 1832 nichts mehr.
Mitte des 19. Jahrhunderts wird von reger Gewerbetätigkeit berichtet. Ansatzweise wollte man von Mineralquellen im Westen der Stadt in Form von Bade- und Kurbetrieb profitieren, was jedoch rasch wieder aufgegeben wurde. In der kleinen Stadt produzierten unter anderem zwei Zuckerfabriken. Arbeitsplätze bot weiterhin der Schiffbau im rechtsseitig der Weser gelegenen Uffeln, das erst später nach Vlotho eingemeindet wurde. Die natürliche Ressource Wasserkraft des Forellenbaches nutzten sieben Öl-, Korn- und Graupen-Mühlen. Der Handel mit Öl und nach wie vor reger Speditionsbetrieb veranlasste 1864 den Historiker Vormbaum, zu Papier zu bringen, … daß Vlotho unter den kleinen Städten zu den bedeutendsten Orten der Grafschaft Ravensberg gehört.
1843 wurde die Eisenbahn zwischen Köln und Minden eröffnet, durch die wichtige Warenströme an Vlotho vorbeigelenkt wurden. Erst 1875 erhielt Vlotho durch die Einrichtung der in Löhne beginnenden und bis Vienenburg geplanten Eisenbahnstrecke Anschluss an das immer dichter werdende moderne Schienennetz. Verbunden war damit aber das weitgehende Ende der Überland-Speditionen.
Vlotho war in dieser Zeit die wichtigste Tabakstadt im Ravensberger Land; der Rohstoff kam über die Weser auf direktem Wege von Bremen. Der Weserhafen erhielt 1875 allerdings keine Eisenbahnanbindung, weil der Verkehr auf dem Strom immer mehr abnahm. Gegen die expansive Eisenbahn hatte der Schifffahrtsverkehr nur wenig Chancen. Die Zigarren- und Tabakindustrie erlebte in dieser Zeit ihren Höhepunkt. In einer Petition an den Deutschen Reichstag im Jahr 1879 werden für die Städte Bünde und Vlotho mit großem Abstand zu den anderen Orten in Ravensberg jeweils 19 einschlägige Firmen mit 754 bzw. 1095 Arbeitern erwähnt und übertrafen damit andere Orte im Kreisgebiet mit Tabakindustrie bei weitem. Ende des 19. Jahrhunderts geriet die Zigarrenbranche im Deutschen Reich durch eine überproportionale Erhöhung der Tabaksteuer in eine Absatzkrise, nach deren Ende die Stadt Bünde in der Tabakbranche die Rolle der „Zigarrenstadt Deutschlands“ übernahm, bis heute. Ihr Vorteil war unter anderem die vorteilhafte Lage im Kreuzungspunkt wichtiger Schienenverbindungen nach Osnabrück und Bremen im Fernverkehr und Minden sowie Herford im regionalen Bereich. Im Jahr 1870 übernahm der Zigarrenkaufmann Robert Volbracht (Wirkung bis dahin im genannten Bünde) eine in Konkurs gegangene Brauerei, die bis 1956 Bestand hatte und eine gewisse regionale Bedeutung im Dreieck Lübbecke, Minden, Vlotho, Hameln hatte und von der Lippstädter Brauerei Weißenburg übernommen wurde. 1875 erhielt Vlotho einen Bahnanschluss. Der Bahnhof Vlotho und die Eisenbahnbrücke Vlotho wurden eröffnet.

### 20. und 21. Jahrhundert

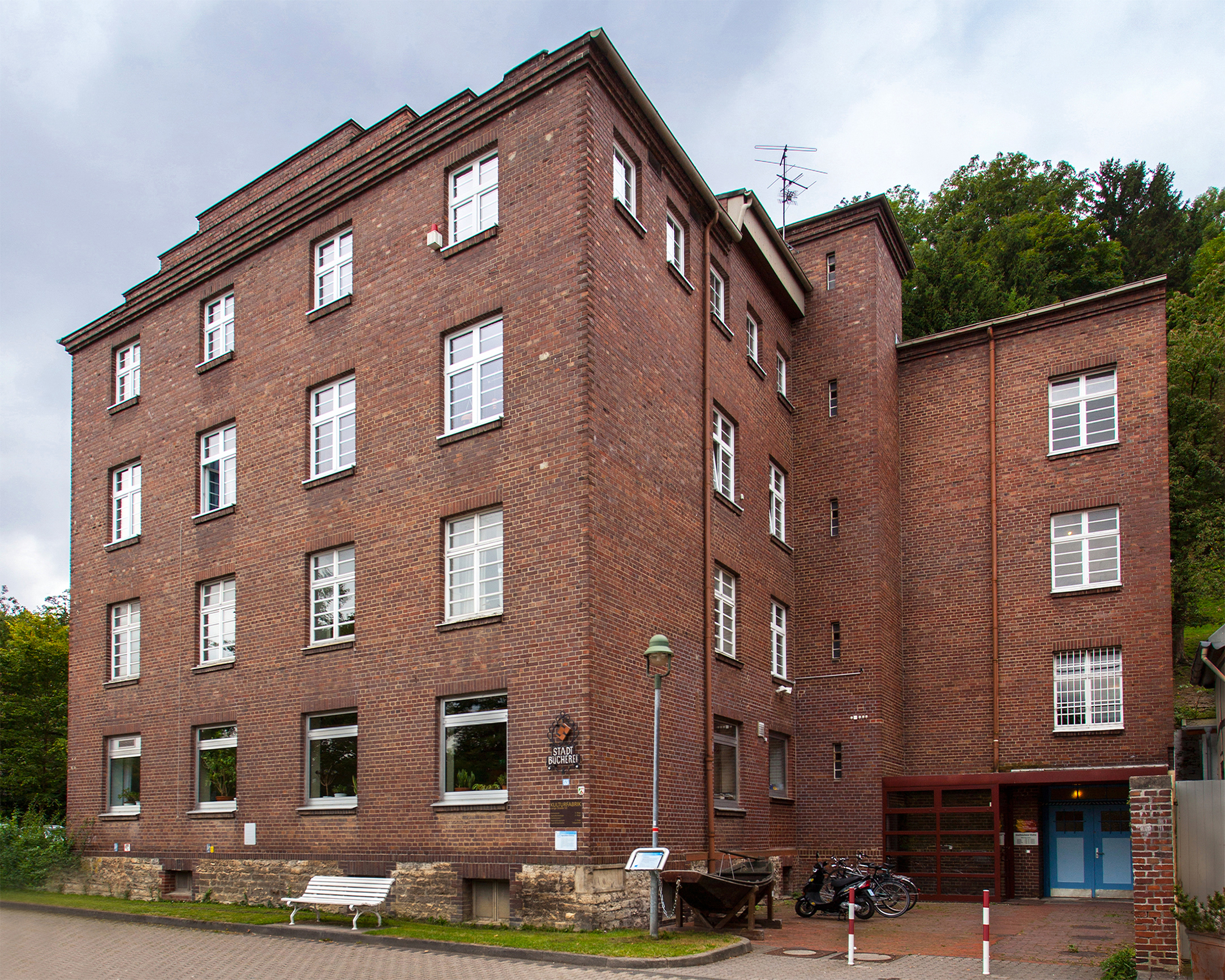
Ehemalige Zigarrenfabrik Schöning. Heute mit Jugendzentrum, Jugendkunstschule, Stadtbücherei und Heimatmuseum als „Kulturfabrik“ bekannt

Die Weserstadt mit ihren etwa 4000 Einwohnern hatte in ihrer Tallage Probleme sich auszuweiten. 1903 erschloss die Bahnstrecke der Herforder Kleinbahn vom Weserhafen bis nach Wallenbrück eine Anbindung an den südlichen Kreis Herford sowie die Städte Bad Salzuflen und Herford. Im Ersten Weltkrieg wurde die Gemeinde Valdorf in Valdorf-Ost (Winterberger Gebiet) und Valdorf-West (Hauptgebiet u. a. mit der Horst und dem Bereich Bäder/Kirche) geteilt.
Die Vlothoer Weserbrücke wurde 1928 gebaut. Die seit 1870 von Robert Volbracht betriebene Weserfähre blieb bis 1937 in Betrieb. Mit dem Brückenschlag war Vlotho direkt mit der damals noch zum Kreis Minden gehörenden Gemeinde Uffeln verbunden.
Am 20. April 1933 wurde im heutigen Ortsteil Exter ein Platz nach Adolf Hitler benannt, sechs Tage später der Platz vor dem Vlothoer Rathaus. Zudem trug die Lange Straße während der Zeit des Nationalsozialismus den Namen Adolf-Hitler-Straße.
Am 23. September 1939 wurde die heutige Bundesautobahn 2 auf dem Gebiet des damaligen Amtes Vlotho für den Verkehr freigegeben, zunächst nur für den „Dienstverkehr“. Am 13. November 1940 war der Abschnitt zweibahnig ausgebaut.
Im Zweiten Weltkrieg wurden die Vlothoer Straßen- und Eisenbahnbrücke durch alliierte Luftangriffe beschädigt; in den letzten Kriegstagen erfolgte ihre Sprengung durch deutsche Pioniere. Auf der Steinegge im heutigen Ortsteil Exter war eine Flakbatterie mit zehn 8,8-cm-FlaK-Kanonen und drei Horchspiegeln zur Ortung feindlicher Flugzeuge stationiert. Sie wurde von 60 Soldaten der Wehrmacht, der Landdienst-Hitlerjugend und verbündeten Kroaten bedient und sollte die Bad Oeynhauser Weserhütte, den Bahnhof Löhne sowie die unterirdischen Rüstungsanlagen in Porta Westfalica schützen. Als amerikanische Panzerspitzen am 3. April 1945 von Südwesten vorrückten, nahm die Batterie sie unter Beschuss, wobei das Feuer teilweise über Vorgeschobene Beobachter mit Feldtelefonen gelenkt wurde. Vier deutsche Soldaten, darunter der Kommandant der Flakstellung im Dienstgrad Oberleutnant, fielen. Sie wurden auf dem Friedhof Exter beigesetzt.
Von 1946 bis zur Instandsetzung der Straßenbrücke 1951 nahm die Weserfähre übergangsweise ihren Betrieb wieder auf. Vorübergehend fand in Vlotho und im benachbarten Varenholz die UFA eine Bleibe.
Vom Wiederaufbau profitierte Vlotho nur indirekt, nennenswerte Industrie siedelte sich eher in den Nachbarorten im damaligen Amt Vlotho. Zu den Betrieben gehörte unter anderem die stark expandierende Firma Meyra (Krankenfahrzeuge), die kurzzeitig auch Kleinautos produzierte. Heute befinden sich Verwaltung und Produktion in Porta Westfalica. Auf großen Teilen des früheren Meyra-Geländes befindet sich heute mit dem Minskemarkt ein Einkaufszentrum, in dem überwiegend Discounter vertreten sind.
Als Folge des Zweiten Weltkrieges waren auch in Vlotho britische Dienststellen stationiert, u. a. befand sich in einer beschlagnahmten Fabrikanten-Villa das Hauptquartier des englischen „Roten Kreuzes“. Kaum bekannt war, dass Vlotho im Rahmen der „Operation Matchbox“ Sammelpunkt für Familien deutscher Wissenschaftler war. Grund war das Bestreben der Briten, das Know-how deutscher Forschungen zu industriellen und militärischen Zwecken nutzen zu können - eine menschliche Reparation. Als ein Beispiel sei die mögliche Extraktion von Erdöl aus der Kohle in den unermesslichen Vorkommen im australischen Bundesstaat Victoria genannt. In der Bundesrepublik war dieser Sachverhalt nur einem kleinen Kreis bekannt, dieser Komplex ist auch zur Zeit erst marginal erforscht. Von Vlotho aus dürften in den 1940er/1950er Jahren viele der mindestens etwa 200 Familien die lange Schiffsreise auf sich genommen haben. Viele von ihnen haben auf dem 5. Kontinent ihre neue Heimat gefunden. Deutsches „Know-how“ wurde im Rahmen dieser Aktion darüber hinaus auch in Kanada genutzt, damals als Dominion of Canada Teil des britischen Weltreichs.
Mitte der 1950er Jahre schien der Wirtschaftsfaktor Hafen im Abseits zu landen, auch als die Herforder Kleinbahnen die Anbindung aufgaben. Eine kurze Renaissance erlebte er, als vornehmlich lippische Möbelindustrie ihn als nahegelegenen Umschlagplatz für Tropenhölzer entdeckte. Der Norddeutsche Rundfunk machte ihn einige Male zum Schauplatz seiner Hafenkonzerte. Ein langer Betrieb war ihm nicht beschieden, der Warenverkehr auf der Weser nahm rapide ab. Das letzte kommerziell betriebene Floß passierte 1964 die Stadt Vlotho. 2006 wurden die noch vorhandenen Reste der Hafenanlage entfernt. Heute gibt es lediglich linksseitig Anlegemöglichkeiten für Ausflugsschiffe und Sportboote, aber auch Stellflächen mit Versorgungseinrichtungen für Wohnmobile.
Die einst für Vlotho wichtige Tabakindustrie erlebte auch hier nach der Aufhebung des Maschinenverbots in der Produktion ihren Niedergang. Bis Anfang der 1970er Jahre gab es nur noch ein Unternehmen, das aber in Vlotho auch schon nicht mehr produzierte. In diese Zeit fällt der Bau der heutigen Mindener Straße (L 778), die zwar die Stadt zerschneidet, sie andererseits durch die Fortführung über die Weser an das Umland anbindet. Im „alten“ Stadtgebiet selbst wurde beim Bau weitgehend die Trasse der 1962 auch zwischen Vlotho und Herford endgültig eingestellten Kleinbahn genutzt.

### Eingemeindungen
Durch das Gesetz zur Neugliederung des Landkreises Herford und der kreisfreien Stadt Herford im Rahmen der Gebietsreform in Nordrhein-Westfalen wurde das Amt Vlotho zum 1. Januar 1969 aufgelöst. Die bisherigen amtsangehörigen Gemeinden Exter, Valdorf und die Stadt Vlotho wurden zur neuen Stadt Vlotho als Rechtsnachfolgerin des aufgelösten Amtes zusammengeschlossen.
Auf Grund des § 18 des Bielefeld-Gesetzes wurde die Gemeinde Uffeln aus dem Amt Hausberge im Kreis Minden am 1. Januar 1973 in die Stadt Vlotho eingegliedert und gehört seitdem zum Kreis Herford.

### Einwohnerentwicklung
Angaben jeweils am 31. Dezember, 1961 am 6. Juni, 1970 am 27. Mai und 1974 am 30. Juni.
Vlotho nach dem damaligen Gebietsstand
Für die Daten zum damaligen Gebietsstand siehe den Artikel über den Ortsteil Vlotho.
Vlotho nach dem heutigen Gebietsstand
| Jahr | Einwohner |
| ---- | --------- |
| 1961 | 19.394    |
| 1970 | 19.681    |
| 1972 | 21.135    |
| 1974 | 21.009    |
| 1975 | 20.629    |
| 1980 | 19.949    |
| 1985 | 18.963    |
| 1990 | 19.952    |

| Jahr | Einwohner |
| ---- | --------- |
| 1995 | 20.520    |
| 2000 | 20.533    |
| 2004 | 20.138    |
| 2005 | 20.035    |
| 2007 | 19.729    |
| 2009 | 19.500    |
| 2010 | 19.282    |
| 2011 | 19.075    |

| Jahr | Einwohner |
| ---- | --------- |
| 2012 | 19.035    |
| 2013 | 18.970    |
| 2016 | 18.663    |
| 2017 | 18.546    |
| 2018 | 18.429    |
| 2020 | 18.384    |
| 2021 | 18.334    |
| 2022 | 18.495    |

## Religion

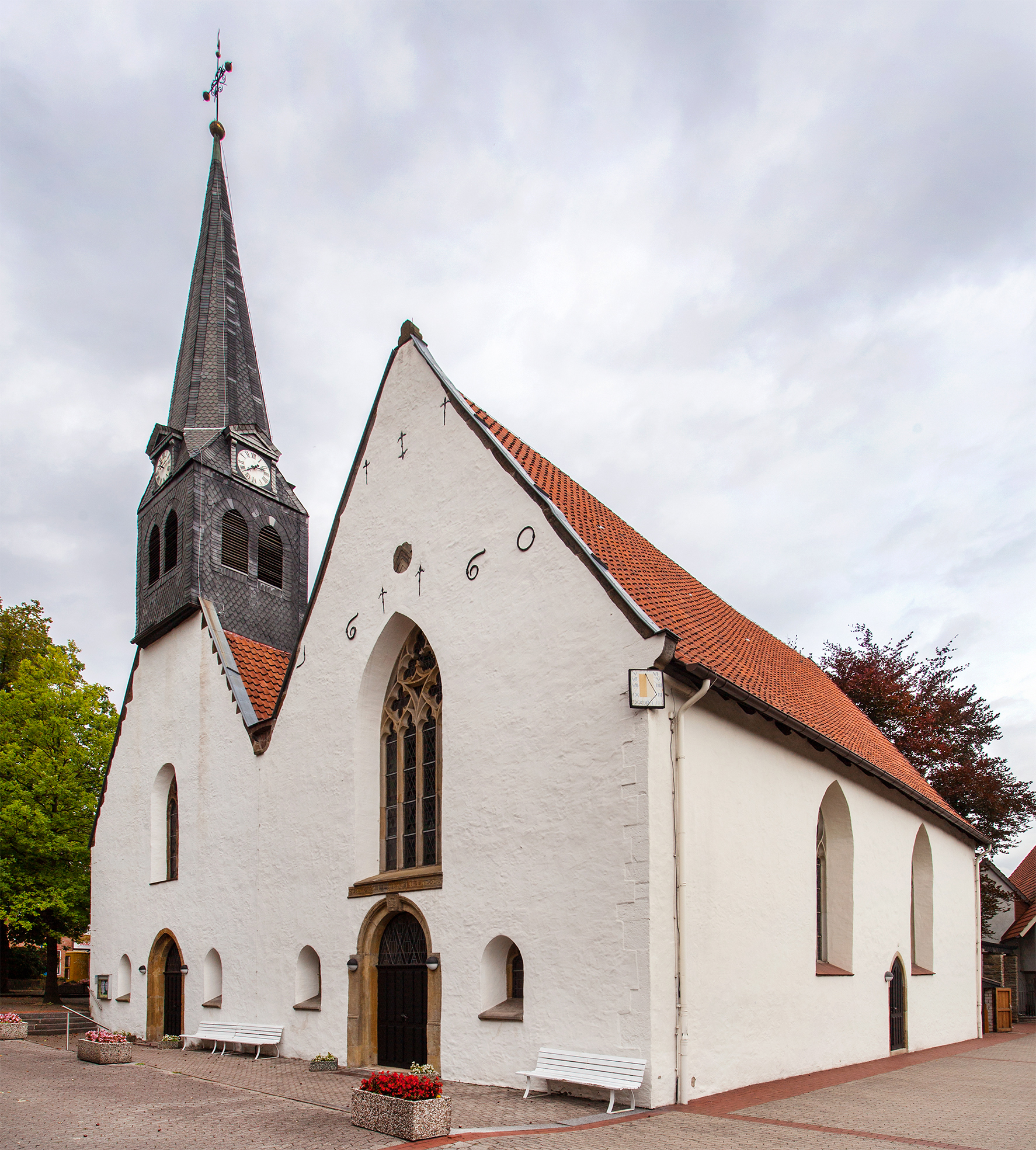
Kloster Segenstal und St.-Stephans-Kirche (Vlotho)

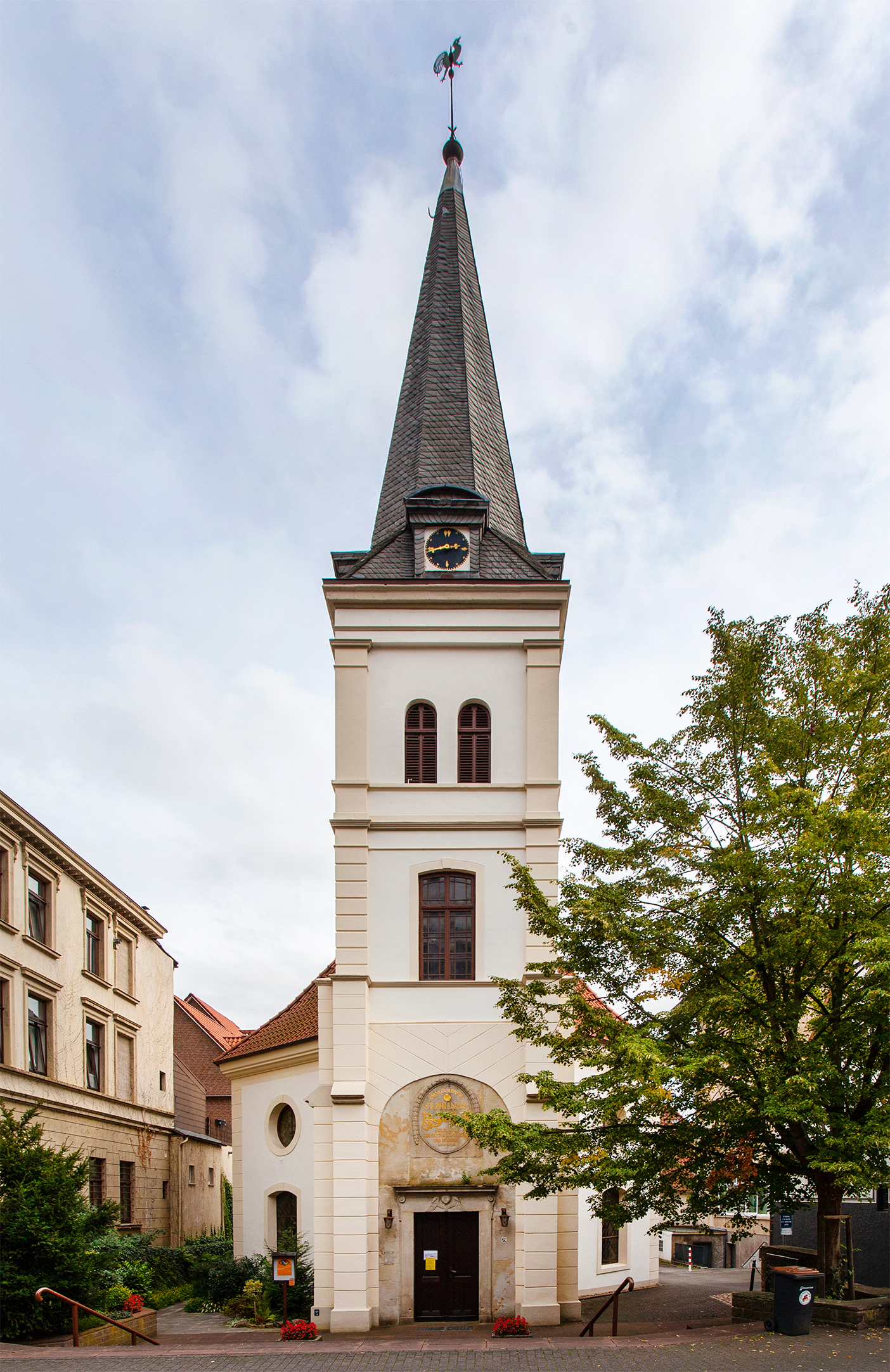
St.-Johannis-Kirche

Vlotho ist durch seine lange Zugehörigkeit zur Grafschaft Ravensberg traditionell evangelisch geprägt. Es gibt im Stadtgebiet fünf lutherische Kirchengemeinden (Exter-Bonneberg, Uffeln, Valdorf, St. Stephan (Vlotho-Stadt) und Wehrendorf) und eine reformierte Gemeinde (St. Johannis (Vlotho)). Diese Gemeinden gehören zum Kirchenkreis Vlotho mit Sitz im benachbarten Bad Oeynhausen. Weiterhin befindet sich eine katholische Gemeinde in Vlotho (Heilig Kreuz). Bis 2020 gab es noch eine weitere katholische Gemeinde mit eigener Kirche im Ortsteil Exter (St. Hedwig).

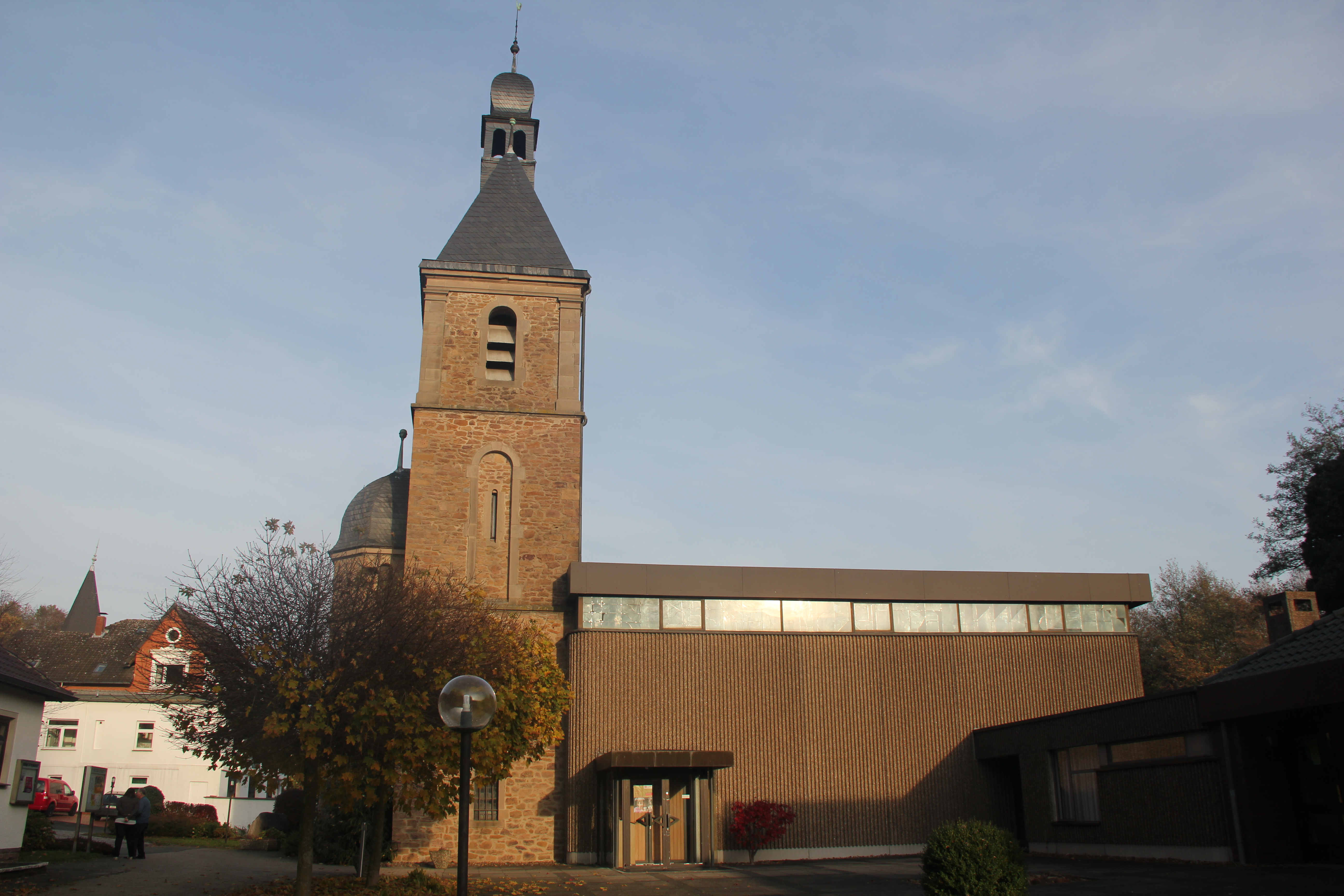
Kath. Heilig-Kreuz-Kirche in Vlotho

Vertreten sind ebenso die Pfingstgemeinde (Freie Christengemeinde), Neuapostolische Kirchengemeinde Vlotho und die Zeugen Jehovas. Die Religionsgemeinschaft „Das Leben e. V.“, auch Norweger-Gemeinde oder „Smithianer“ genannt, unterhält im Ortsteil Exter ein Versammlungshaus. Entschieden für Christus-Gemeinschaften gibt es in der Kernstadt und in Wehrendorf, einer Gemarkung im Ortsteil Valdorf.
Die Dorfkirche im Ortsteil Exter wurde 1959 zur ersten evangelischen Autobahnkirche geweiht, der Turm ist noch der ursprüngliche etwa 1676 gebaute, das heute vorhandene Kirchenschiff ersetzte 1951 den damals ursprünglichen, verputzten Fachwerkbau.
Ein Indiz für die Verteilung der Religionen kann die konfessionelle Zugehörigkeit der Schüler in Vlotho sein. Demnach gaben im Schuljahr 2006/2007 66,8 % der Schüler evangelisch, 7,6 % katholisch und 6,7 % islamisch als Religionszugehörigkeit an. 7,2 % gaben eine andere Religionszugehörigkeit und 11,7 % keine Konfession an.
Die Grundschule in Exter ist eine der wenigen evangelischen Bekenntnisschulen in der Region. Sie wird heute als Dependance der Grundschule Uffeln betrieben.
Für die Moslems im Stadtgebiet gibt es eine Moschee der türkisch-islamischen Gemeinde, die dem Dachverband Türkisch-Islamische Union der Anstalt für Religion (DİTİB) angehört.

### Judentum
Aus dem Jahr 1690 sind zwei so genannte Judenbriefe als ältester Nachweis für die Ansiedlung erhalten. Auf dem alten jüdischen Friedhof am Oberg wurde als ältester datierter ein Grabstein von 1713 gefunden, der mit weiteren gut erhaltenen nun auf dem neuen jüdischen Friedhof Vlotho an der Wasserstraße steht. Die Vlothoer Juden waren als Viehhändler und Schlachter tätig und auch im Garn- und Leinenhandel. 1850/1851 lebten 137 Vertreter dieses Glaubens in der Stadt. Die zu diesem Zeitpunkt gebaute neue Synagoge wurde am 10. November 1938 zerstört, am Tag nach der „Reichspogromnacht“. Vier der damaligen nationalsozialistischen Gewalttäter wurden im März 1946 vor dem Schwurgericht in Bielefeld zu Freiheitsstrafen verurteilt. Von den 1933 im Amt Vlotho lebenden 87 Personen jüdischen Glaubens wanderten 28 ins Ausland aus. Es kann von 41 Vlothoer Holocaustopfern ausgegangen werden, zwei weitere Verschleppte kehrten in ihre Heimatstadt zurück, um sie kurz darauf wieder zu verlassen. Heute leben in Vlotho keine jüdischen Bürger mehr, dem seinerzeit in die USA ausgewanderten Stephen Hans Loeb wurde 1991 die Ehrenbürgerschaft der Stadt verliehen.

## Politik

### Stadtrat
Der Stadtrat von Vlotho hat gegenwärtig 34 Mitglieder. Hinzu kommt der Bürgermeister als Ratsvorsitzender. Die folgende Tabelle zeigt die Kommunalwahlergebnisse seit 1975:
| [ 29 ] [ 30 ] [ 31 ] [ 32 ] [ 33 ] [ 34 ] [ 35 ] | 2020  | 2020  | 2014  | 2014  | 2009  | 2009  | 2004  | 2004  | 1999  | 1999  | 1994  | 1994  | 1989  | 1989  | 1984  | 1984  | 1979  | 1979  | 1975  | 1975  |
| Partei                                           | Sitze | %     | Sitze | %     | Sitze | %     | Sitze | %     | Sitze | %     | Sitze | %     | Sitze | %     | Sitze | %     | Sitze | %     | Sitze | %     |
| ------------------------------------------------ | ----- | ----- | ----- | ----- | ----- | ----- | ----- | ----- | ----- | ----- | ----- | ----- | ----- | ----- | ----- | ----- | ----- | ----- | ----- | ----- |
| SPD                                              | 13    | 37,27 | 12    | 36,01 | 12    | 34,35 | 12    | 36,46 | 12    | 35,92 | 17    | 42,50 | 16    | 40,51 | 16    | 39,66 | 16    | 39,67 | 16    | 41,35 |
| CDU                                              | 9     | 27,62 | 12    | 34,75 | 11    | 32,18 | 13    | 39,73 | 17    | 48,34 | 16    | 40,11 | 11    | 27,50 | 9     | 21,49 | 15    | 35,35 | 15    | 36,86 |
| GLV 1                                            | 6     | 18,72 | 5     | 15,3  | 5     | 14,36 | 5     | 13,31 | 3     | 8,83  | 4     | 10,57 | 4     | 10,80 | 3     | 8,64  | 0     | 4,70  | –     | –     |
| FDP                                              | 4     | 10,75 | 3     | 7,36  | 4     | 12,92 | 4     | 10,50 | 2     | 6,92  | 2     | 6,82  | 4     | 10,40 | 3     | 8,86  | 2     | 5,40  | 2     | 6,22  |
| Die Linke                                        | 2     | 5,25  | 2     | 6,84  | 2     | 5,70  | –     | –     | –     | –     | –     | –     | –     | –     | –     | –     | –     | –     | –     | –     |
| PARTEI                                           | –     | 0,39  | –     | –     | –     | –     | –     | –     | –     | –     | –     | –     | –     | –     | –     | –     | –     | –     | –     | –     |
| Einzelbewerber                                   | –     | –     | –     | –     | 0     | 0,49  | –     | –     | –     | –     | –     | –     | –     | –     | –     | –     | –     | –     | –     | –     |
| VBU 2                                            | –     | –     | –     | –     | –     | –     | –     | –     | –     | –     | –     | –     | 4     | 10,80 | 6     | 14,48 | –     | –     | –     | –     |
| FWG 3                                            | –     | –     | –     | –     | –     | –     | –     | –     | –     | –     | –     | –     | –     | –     | 2     | 6,87  | 6     | 14,88 | 6     | 15,56 |
| Gesamt 4                                         | 34    | 100   | 34    | 100   | 34    | 100   | 34    | 100   | 34    | 100   | 39    | 100   | 39    | 100   | 39    | 100   | 39    | 100   | 39    | 100   |
| Wahlbeteiligung                                  | 56,77 | 56,77 | 51,02 | 51,02 | 54,53 | 54,53 | 52,36 | 52,36 | 58,57 | 58,57 | 81,98 | 81,98 | 67,15 | 67,15 | 72,86 | 72,86 | 76,25 | 76,25 | 87,62 | 87,62 |

- Linke: 2
- Grüne Liste: 6
- SPD: 13
- FDP: 4
- CDU: 9

#### Ortsvorsteher
Verbunden jeweils mit der Kommunalwahl werden vom neu konstituierten Stadtrat für die Ortsteile Ortsvorsteher gewählt. Sie werden meist von der Partei mit den meisten Stimmen in den Ortsteil-Wahlbezirken gestellt.

### Bürgermeister

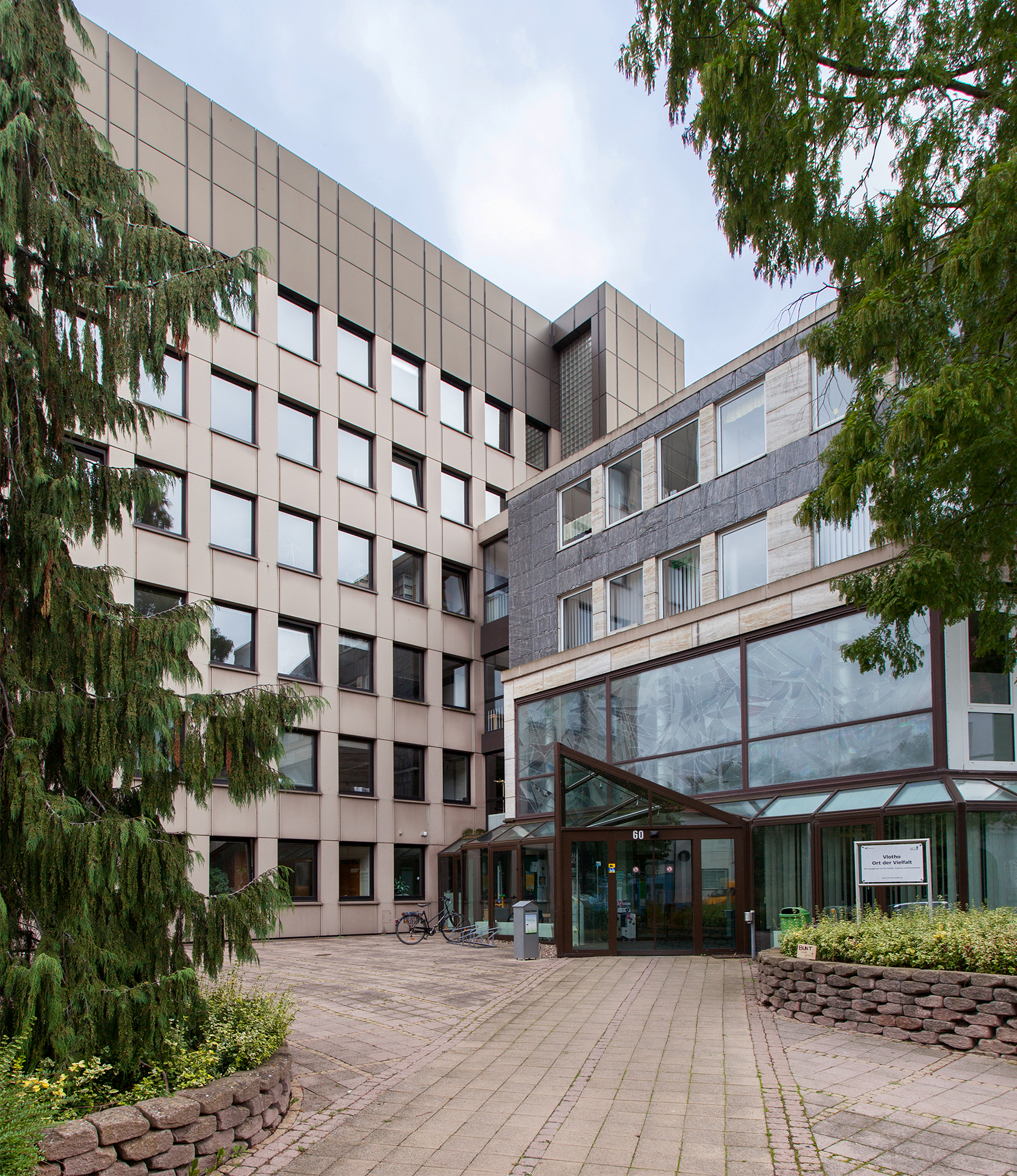
Rathaus, die großen Fenster des Sitzungssaales wurden 1963 von der Landsmannschaft der „Sommerfelder Heimattreuen“ gespendet.

Bis 1808 konnte der Status des Amtmannes gepachtet werden. Ab dann, im unter napoleonischen Herrschaft stehenden Königreich Westphalen, gab es den Maire, den Bürgermeister. Es wurden u. a. die Aufgaben von Rechtsprechung und Verwaltung getrennt. Auch nach Ende der Fremdherrschaft wurde er im Amte Vlotho als Cantonatsbeamter bezeichnet, bis nach der 1841 eingeführten Landgemeinde-Ordnung die Dienstbezeichnung Amtmann eingeführt wurde. Erst mit der Eingemeindung ab dem Jahr 1969 wurde Vlotho zu dem, was dem historischen Stadtbegriff entspricht. Das bedeutete, dass bis dahin der oberste Verwaltungsbeamte des Amtes auch für den Ort Vlotho zuständig war. Zwar bot sich 1843 die Gelegenheit, aus dem Amtsbezirk auszuscheiden, die jedoch nicht genutzt wurde, Vlotho blieb weiterhin Titularstadt.

#### Bürgermeister in Amt und Stadt Vlotho bis 1968
- 1808–1832: Ernst Andreas Martzilger, ehemaliger Königlicher Offiziant
- 1832–1851: Philipp Poehlmann, Regierungsreferendar
- 1851–1855: Karl Albert Strosser, Berufsoffizier
- 1855–1894: Heinrich Müller, vormaliger Amtmann in Alswede
- 1894–1919: Heinrich Brüggenschmidt, ehemaliger Offizier
- 1920–1935: Paul Schildwächter
- 1935–1945: Wilhelm Sappke, Verwaltungsbeamter aus Schlesien
- 1945–1945: Wilhelm Lücking (Vlotho und Bonneberg), kaufmännischer Angestellter (In den Gemeinden Exter und Valdorf wurden von den Alliierten besondere Bürgermeister eingesetzt)
- 1945–1946: Julius Schöning, Zigarrenfabrikant
- 1946–1961: Friedrich Albrecht, Leiter des Arbeitsamtes
- 1961–1968: Werner Eversmeier, Kaufmann

#### Bürgermeister der Stadt Vlotho ab 1969 (Gemeindereform)
- 1969–1978: Rudolf Kaiser (CDU)
- 1978–1979: Wilhelm Weber (FWG)
- 1979–1984: Heinz Reinhardt (CDU)
- 1984–1994: Gerhard Wattenberg (SPD)
- 1994–1999: Ulrich Sturhahn (SPD)
- 1999–2003: Lieselore Curländer (CDU), hauptamtlich (vor Ablauf der Amtszeit von 2003 bis 2009 Landrätin Kreis Herford)
- 2003–2015: Bernd Stute (2003–2013 SPD, 2013–2015 parteilos)
- seit 2015: Rocco Wilken (SPD)

Quelle:

#### Stadtdirektoren
Die Position des Stadtdirektors (bis 1968 Amtsdirektor genannt) gab es in Vlotho von 1946 bis 1999. Er ist ein Kennzeichen der Norddeutschen Ratsverfassung mit seiner typischen Doppelspitze. Der Stadtdirektor war hauptamtlich beschäftigt und stand der Stadtverwaltung vor, während der Bürgermeister (alter Art) ehrenamtlich tätig war, den Vorsitz über den Stadtrat hatte und zudem überwiegend repräsentative Aufgaben wahrnahm.
- 1946–1951: Wilhelm Lücking
- 1951–1966: Hans Hohenstein
- 1967–1981: Heinz Volkmann
- 1981–1984: Jürgen Stracke (vom Stadtrat abgewählt)[42]
- 1985–1993: Hermann Kölling
- 1993–1999: Jochen Zülka (SPD)

### Wappen, Flagge, Dienstsiegel

Wappen der Stadt Vlotho

Der Stadt Vlotho ist mit Urkunde des Regierungspräsidenten in Detmold vom 30. November 1970 das Recht zur Führung eines Wappens, einer Flagge, eines Banners und eines Dienstsiegels verliehen worden. Diese sind in § 3 der Hauptsatzung wie folgt beschrieben:
Wappenbeschreibung
„Von Silber (Weiß) und Rot wellenförmig geteilt: oben freischwebend drei rote Sparren, unten auf grünem Boden zwei grüne, nach außen gebogene Lilien mit silbernen (weißen) Blüten.“
Bedeutung
Die drei Sparren entstammen dem Wappen der Grafschaft Ravensberg, zu der Vlotho über Jahrhunderte gehörte. Der Wellenschnitt symbolisiert die Weser. Die Lilien weisen auf das Zisterzienser-Nonnenkloster hin.
Flaggenbeschreibung
„Von Rot-Weiß-Rot-Weiß-Rot im Verhältnis 1 : 1 : 1 : 1 : 1 längsgestreift mit dem von der Mitte zur Stange verschobenen Wappenschild der Stadt.“
Bannerbeschreibung
„Von Rot-Weiß-Rot-Weiß-Rot im Verhältnis 1 : 1 : 1 : 1 : 1 längsgestreift mit dem Wappenschild der Stadt oberhalb der Mitte.“
Siegelbeschreibung
Umschrift oben: STADT VLOTHO/ unten: KREIS HERFORD.
Siegelbild: Der Wappenschild, in dem der Inhalt des Gemeindewappens, und zwar die roten Sparren und Grün in Schwarz, und sonst in Umrissen wiedergegeben ist.

### Städtepartnerschaften
Vlotho hat zwei Städtepartnerschaften:
- Aubigny-sur-Nère, Frankreich (seit 1989)[44]
- Lubsko, Polen (seit dem 25. April 1992)[45]

Die Städtepartnerschaft mit Aubigny-sur-Nère koordiniert der Partnerschaftsvereins Vlotho – Aubigny. Der Partnerschaftsverein Vlotho – Lubsko wurde 2024 aufgelöst, die Städtepartnerschaft besteht aber weiterhin.

## Kultur und Sehenswürdigkeiten

### Theater und Museen

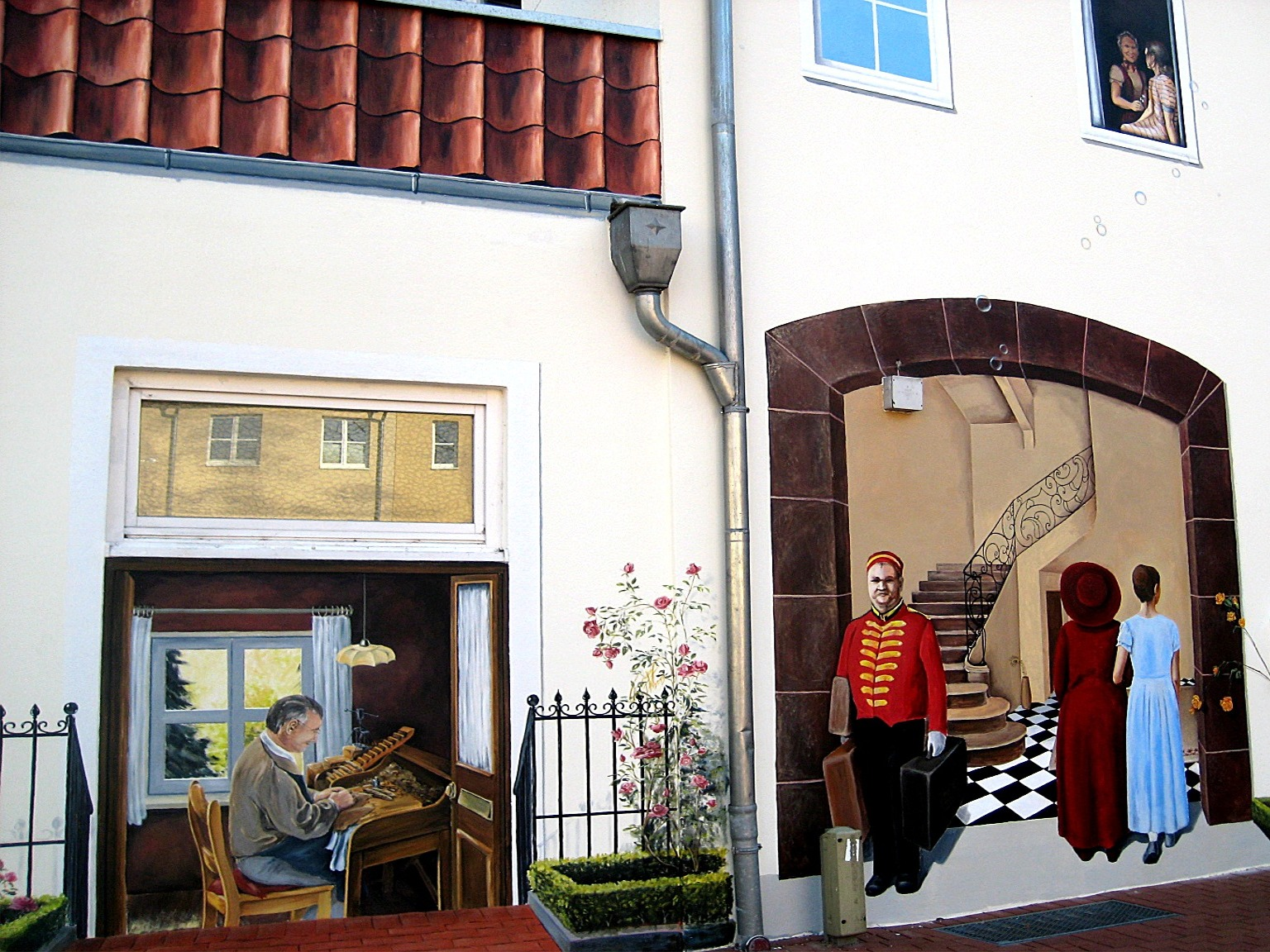
Fassadenmalerei am Sommerfelder Platz in Vlotho.

Theater- und Konzertfreunde nutzen die Angebote in Herford (Stadttheater, nur Gastspiele sowie die Nordwestdeutsche Philharmonie), aber auch in Bielefeld und in Detmold. In der Kirche St. Stephan im Zentrum werden regelmäßig Orgelkonzerte abgehalten.
Im Ortsteil Bonneberg gab es 41 Jahre lang eine Laienspielgruppe, die im Februar 2025 ihre letzte Vorstellung gab.
In den 1990er Jahren wurde das letzte Vlothoer Kino, die Weser-Lichtspiele, geschlossen. Das nächste Lichtspiel-Angebot befindet sich mit dem Multiplex-Kino UCI im benachbarten Bad Oeynhausen.
In der ehemaligen Zigarrenfabrik Schöning gegenüber dem Bahnhof Vlotho befindet sich die so genannte „Kulturfabrik“ mit Jugendzentrum, Jugendkunstschule, Stadtbücherei und Heimatmuseum. Hier finden regelmäßig Kleinkunst-Veranstaltungen statt.
Seit 2013 sind großflächige Fassadengemälde in der Innenstadt entstanden und zu besonderen Sehenswürdigkeiten von Vlotho geworden. Vom Aquarell über die Fotografie bis zum Trompe-l’œil reicht das Spektrum der Arbeiten, mit denen mehr als 25 Künstler zahlreiche Mauern, Fenster und sogar Stromkästen (vorwiegend am Sommerfelder Platz und in der Langen Straße) gestaltet haben. Auch in Blumenbeeten und an Bäumen finden sich künstlerische Objekte, „die zum Nachdenken und Staunen verleiten“ sollen.
Ein Heimatmuseum gab es in Vlotho schon vor dem Zweiten Weltkrieg Es befand sich auf dem Amtshausberg nahe der Überreste der alten Burg Vlotho, bot aber nur ein der damaligen Sichtweise entsprechendes ungeordnetes Angebot an. Im Zuge der Sanierung des Burggeländes Ende der 1930er-Jahre, verbunden mit einer Rekonstruktion der ehemaligen Burg als Ruine, wurde es aufgelöst, auch der dort errichtete Bismarckturm wurde abgerissen. 1974 öffnete der Vlothoer Heimatverein seine Heimatstube in der am Fuß des Amtshausberges gelegenen alten Schöningschen Zigarrenfabrik. Seit 2016 bietet der Heimatverein Vlotho u. a. nun auch offiziell am gleichen Standort im „Heimatmuseum Vlotho“ als einen Schwerpunkt die Präsentation von Exponaten zur traditionellen Zigarrenherstellung an. Im 19. Jahrhundert war die Weserstadt in Ostwestfalen führend in diesem Wirtschaftsbereich. Weiterhin ist im Heimatmuseum die authentische Rekonstruktion eines typischen „Tante-Emma-Ladens“ zu sehen. Der Heimatverein betreibt außerdem die im Ortsteil Valdorf betriebsfertig restaurierte Hammerschmiede Gnuse.

### Musik
Das seit 1975 stattfindende Vlothoer Musikfestival umsonst und draußen findet bis auf weiteres nicht mehr im Stadtgebiet Vlotho statt. Organisator ist der in Vlotho ansässige „Verein umsonst & draußen Kultur e. V. Vlotho“, der von den Initiatoren der ersten Veranstaltungen gegründet wurde.

### Bauwerke
In der Kernstadt befinden sich unter anderem die nachstehenden bemerkenswerten Bauwerke:
- Die evangelisch-lutherische Sankt-Stephans-Kirche war ursprünglich das Gotteshaus für die Nonnen des 1252 gegründeten und 1288 in die Stadt verlegten Zisterzienserinnenklosters Segenstal. Reste des Kreuzganges sind am Außenbau noch sichtbar. Der einfache gotische Rechtecksaal mit Dachreiter wurde 1659/60 durch ein zweites Schiff im Süden erweitert. Zur Ausstattung gehören die 1660 von Hans Küchlein geschnitzte Kanzel und die Emporenbrüstungen des 17. Jahrhunderts. Der Altar wurde nach 1660 geschaffen.
- Die evangelisch-reformierte Sankt-Johannis-Kirche, ein achteckiger Zentralbau mit halbrunder Apsis, wurde 1782/83 errichtet. Das Innere verfügt noch über eine schlichte klassizistische Ausstattung. Die Kirche wird künftig nicht mehr für die evangelische Gemeindearbeit genutzt.[50]
- Trotz der zu Anfang der 1970er Jahre durchgeführten Stadtsanierung und des Ausbaus der Bundesstraße 514, dem ganze Häuserzeilen zum Opfer fielen, haben sich im erweiterten Ortskern noch einige, zumeist giebelständige Fachwerkbauten des 16. und 17. Jahrhunderts erhalten. Ein besonders schönes Ensemble befindet sich am so genannten Brink, einem erhöhten und mit Stützmauern gesicherten Abschnitt der Langen Straße.
- Unter der Adresse Lange Straße 71 steht ein ehemaliges Dielenhaus von 1619, unter Nummer 101 ein mit 1652 datiertes Giebelhaus mit seitlicher Utlucht.
- Ebenfalls über eine Utlucht verfügt das einstige Café Sturhan, Nr. 116. Das evangelisch-lutherische Pfarrhaus trägt die Hausnummer 108; der zweigeschossige Fachwerkbau ist inschriftlich auf 1650 datiert.
- Zu den am besten erhaltenen Fachwerkbauten Vlothos zählt das so genannte Haus Malz, Lange Straße 136. Das stattliche Dielenhaus mit Utlucht wurde 1684 durch Baumeister Henrich Helle für den Kaufmann Otto Heinrich Schürmann und seine Frau Elisabeth Waddenberg errichtet. Das Innere des Gebäudes, dessen dauerhafte Erhaltung durch die Deutsche Stiftung Denkmalschutz[51] gewährleistet ist, kann auf Anfrage besichtigt werden.
- Die Gaststätte Alt Heidelberg, Lange Straße 70, stammte ursprünglich von 1604. Das Haus wurde 1983/84 abgebaut und anschließend – unter Verwendung einiger originaler Balken – durch einen Neubau ersetzt, der sich äußerlich an den Vorgängerbau anlehnt.
- Ein weiteres kleines Fachwerkhaus findet sich am Roseneck 2, das seit seiner Sanierung 1976 als Gaststätte („Zunftstube“) genutzt wurde. Vermutlich um 1570 entstanden, dürfte es im Kern zu den ältesten Gebäuden der Stadt gehören.
- Mit der Jahreszahl „1570“ ist auch der Türsturz des verputzten Fachwerkbaus Weserstraße 27 versehen. Mit dem kleinbürgerlichen Wohnhaus Lange Straße 32, das 1568 entstand, ging eines der ältesten Häuser des Ortes verloren.[52] Es wurde 1969 abgetragen und 2005 bis 2007 auf dem Gelände des Bauernhausmuseums in Bielefeld wiederaufgebaut.
- Auf dem Amtshausberg liegen die Reste der seit dem 12. Jh. bezeugten Burg Vlotho. Die Anlage wurde 1709 größtenteils abgetragen. Ihre Fundamente wurden in der Zeit von 1936 bis 1939 freigelegt, die Burg selbst nicht wiederhergestellt, sondern als Ruine rekonstruiert. Etwa 500 m nordwestlich der Burgruine liegt eine heute noch gut erkennbare Wallanlage, die sogenannte „Schwedenschanze“. Die Funktion und das Alter dieser Schanze sind bislang noch ungeklärt.

Aus den Ortsteilen sind diese Bauwerke besonders hervorzuheben:
- Evangelisch-lutherische Kirche zu Valdorf; spätgotischer Sakralbau, der 2008 sein 750-jähriges Jubiläum feierte
- Windmühle Exter: Im Ortsteil Exter findet man auf einer Anhöhe die 1850 gebaute Windmühle, die vom Verein Windmühle e. V. betreut wird; seit Juli 2009 finden dort standesamtliche Trauungen statt.
- Talbrücke Exter: Die Autobahnbrücke der Autobahn A 2 wurde 1991 als Relikt der Reichsautobahn in die Denkmalliste aufgenommen.

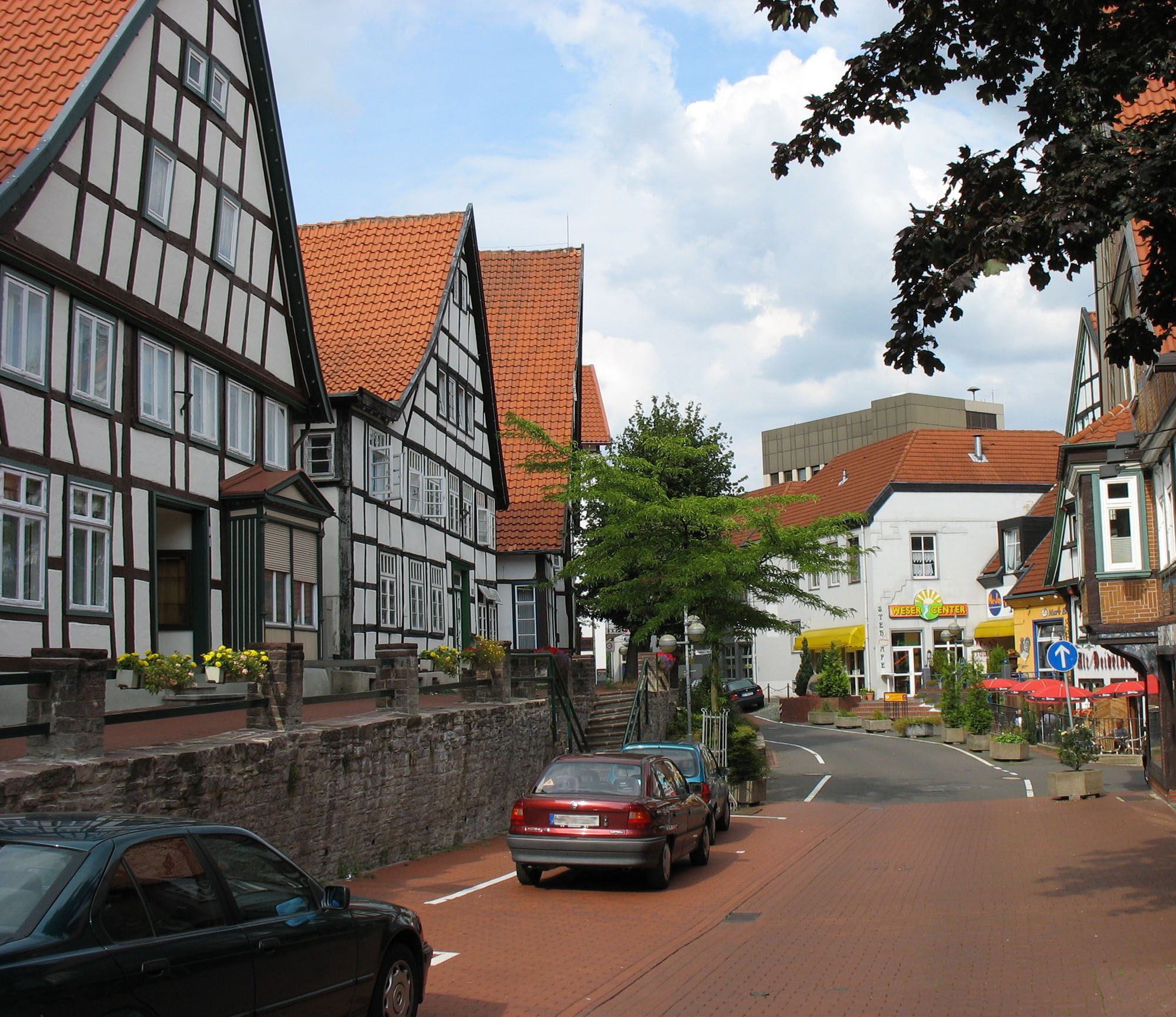
Der Vlothoer Brink in der unteren „Langen Straße“
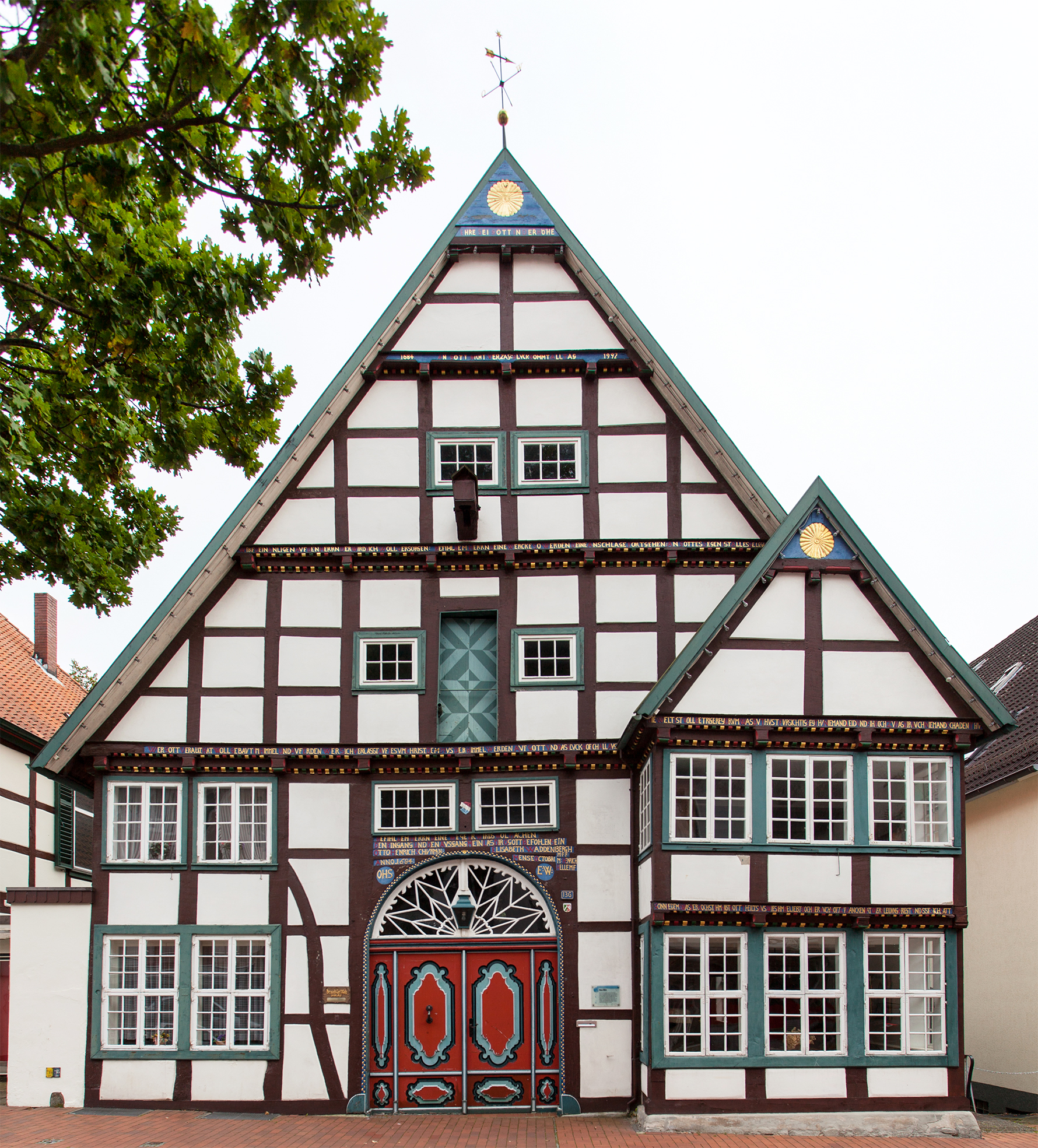
Haus Malz (Lange Str. 136) von 1684
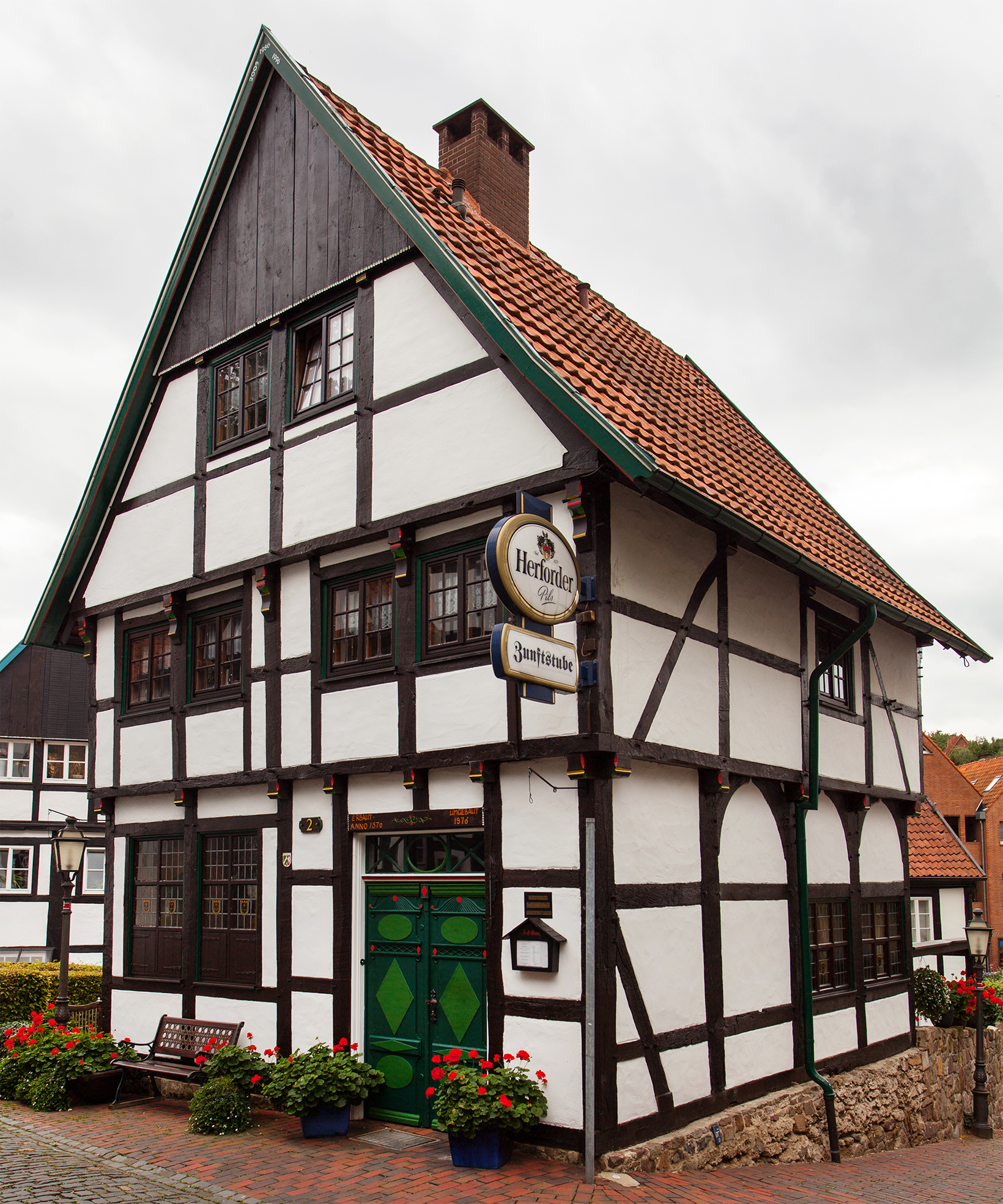
Zunfthaus (Roseneck 2) datiert auf 1570
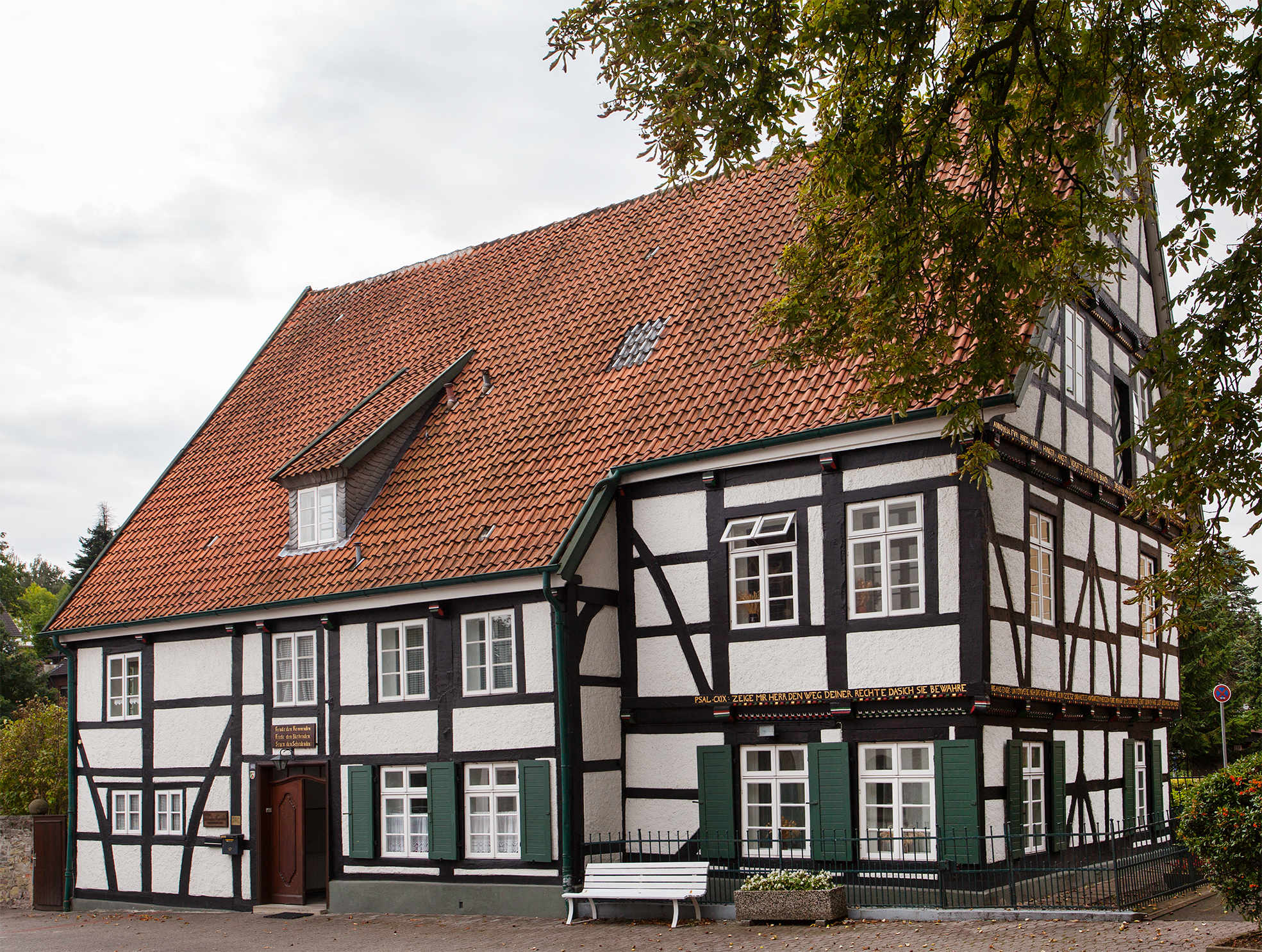
Pfarrhaus (Lange Str. 108) von 1650
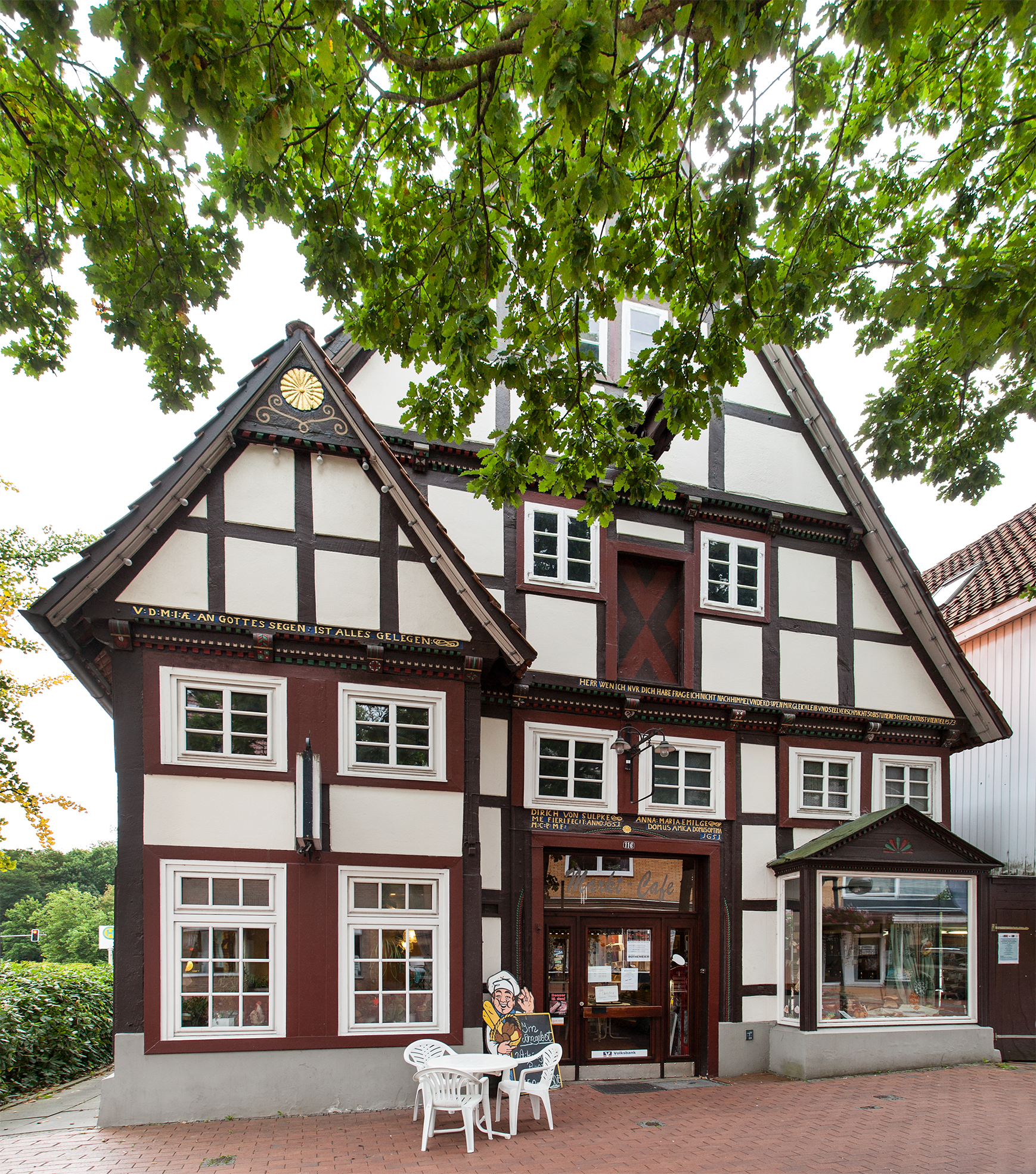
Café am Markt (Lange Str. 116) von 1651

Denkmäler
- Zum Gedenken an die während der Zeit des Nationalsozialismus ermordeten Vlothoer Juden wurde 1969 ein Mahnmal am jüdischen Friedhof Vlotho in der Wasserstraße errichtet.
- In der Langen Straße erinnert seit 1988 ein Gedenkstein an die am 10. November 1938 zerstörte Vlothoer Synagoge.
- Zwischen 2006 und 2007 wurden insgesamt 41 sogenannte Stolpersteine vom Künstler Gunter Demnig zur Erinnerung an die ermordeten Vlothoer Juden verlegt.

- Kriegerdenkmäler zur Erinnerung an die gefallenen Soldaten des Ersten und Zweiten Weltkrieges gibt es in Vlotho an der Burgstraße zum Amtshausberg sowie am Valdorfer Friedhof und in Exter. Im allgemeinen Sprachgebrauch werden sie heute eher als Mahnmale bezeichnet.
- An den Begründer der Städtepartnerschaft mit Sommerfeld Georg Schultze (1889–1982), erinnert ein Gedenkstein am Dr.-Georg-Schultze-Platz.
- Am ehemaligen Vlothoer Amtsgericht in der Langen Straße 112 erinnert eine Gedenktafel an den Politiker und Gerichtsdirektor Franz Leo Benedikt Waldeck (1802–1870).
- An Friedrich Ludwig Jahn erinnert seit 1928 ein Denkmal am Ludwig-Jahn-Stadion auf dem Amtshausberg.
- In Valdorf wurde 1917 ein Gedenkstein für Eberhard Delius (1843–1917) dem ehemaligen Pfarrer der Kirchengemeinde Valdorf und Superintendenten des Kirchenkreises Vlotho errichtet.
- Auf dem Eiberg in Valdorf erinnert ein Gedenkstein an die Völkerschlacht bei Leipzig (18. Oktober 1813) und die Schlacht bei Vlotho bzw. Valdorf (17. Oktober 1638).

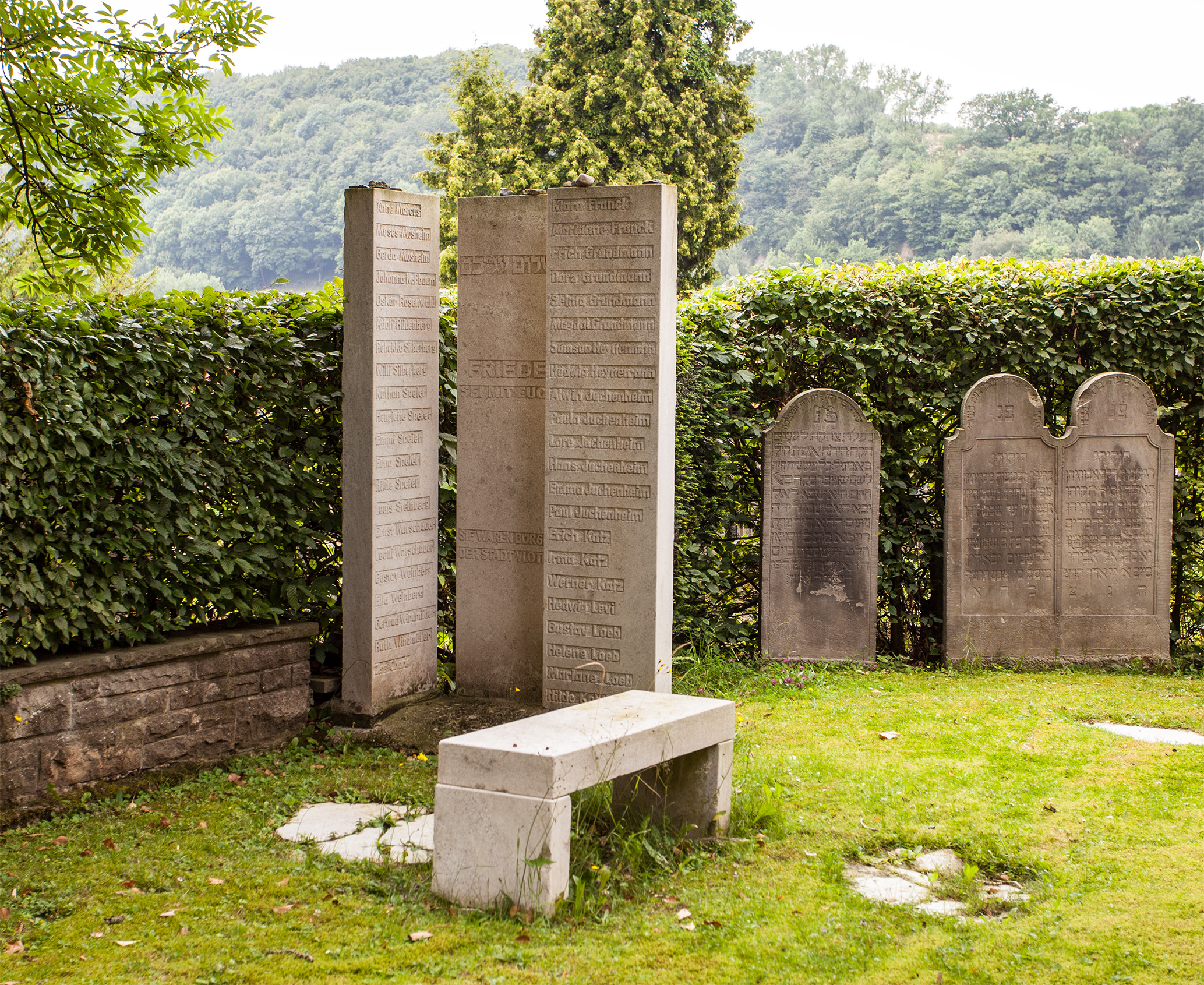
Mahnmal am Jüdischen Friedhof
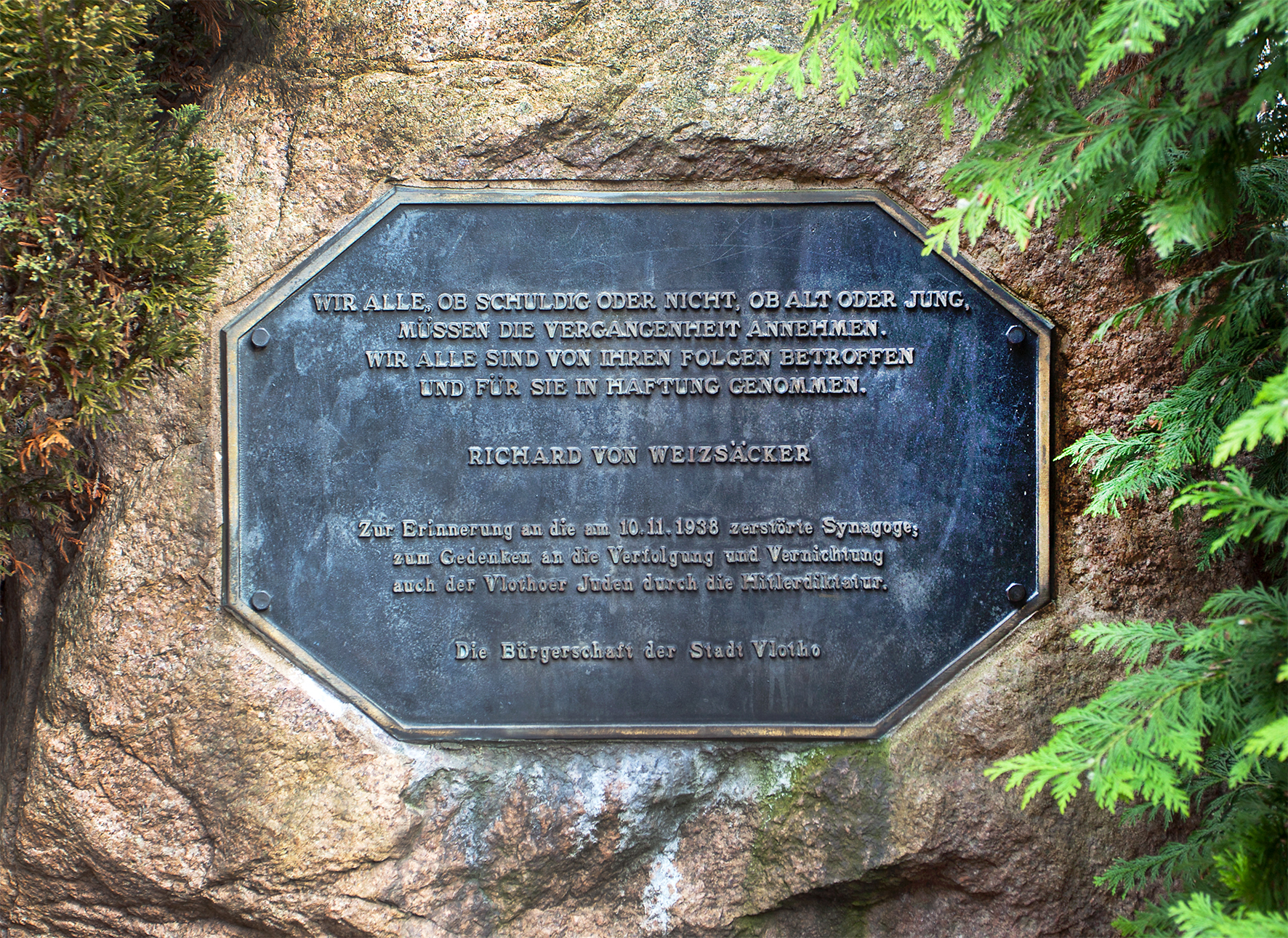
Gedenkstein für die 1938 zerstörte Vlothoer Synagoge
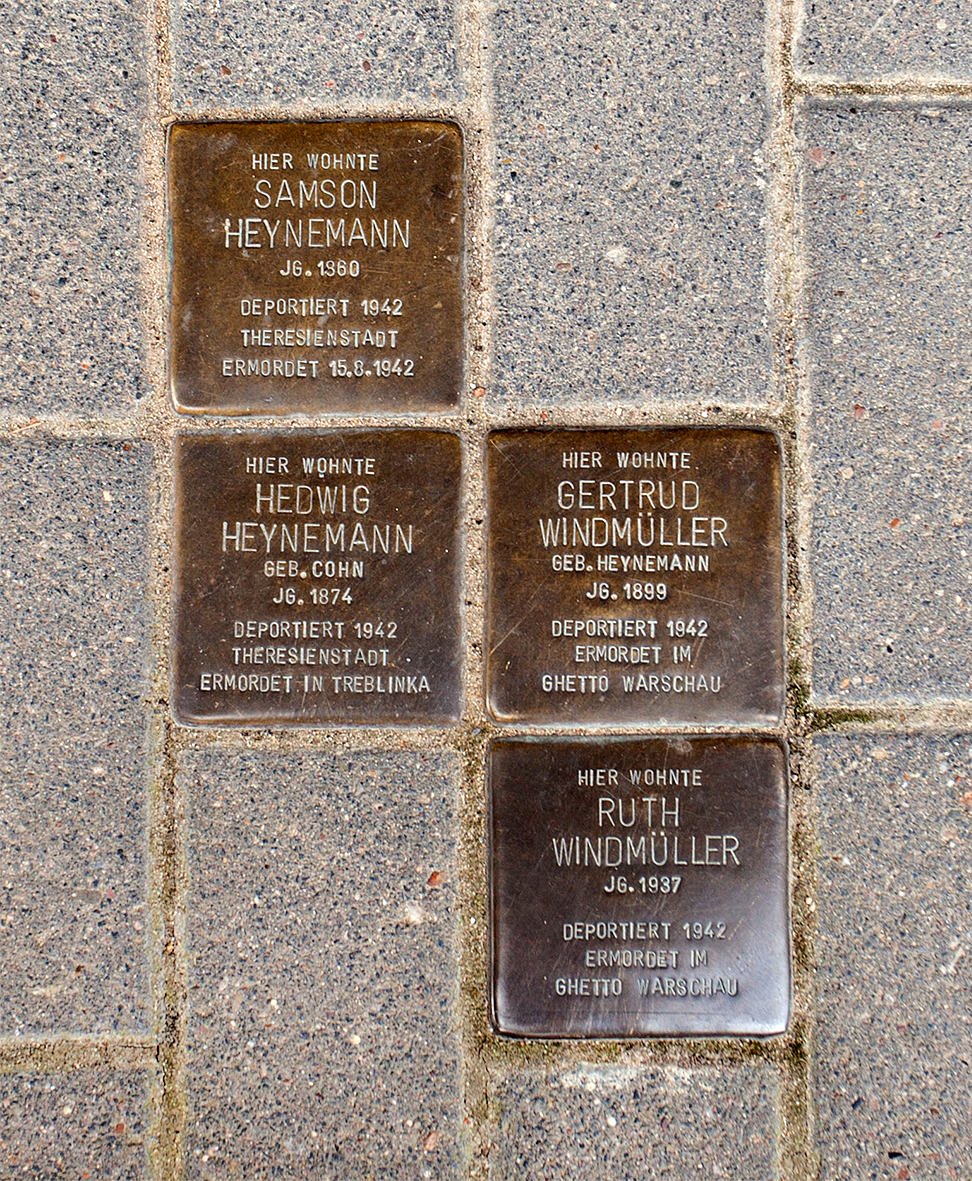
Stolpersteine zur Erinnerung an ermordete Vlothoer Juden
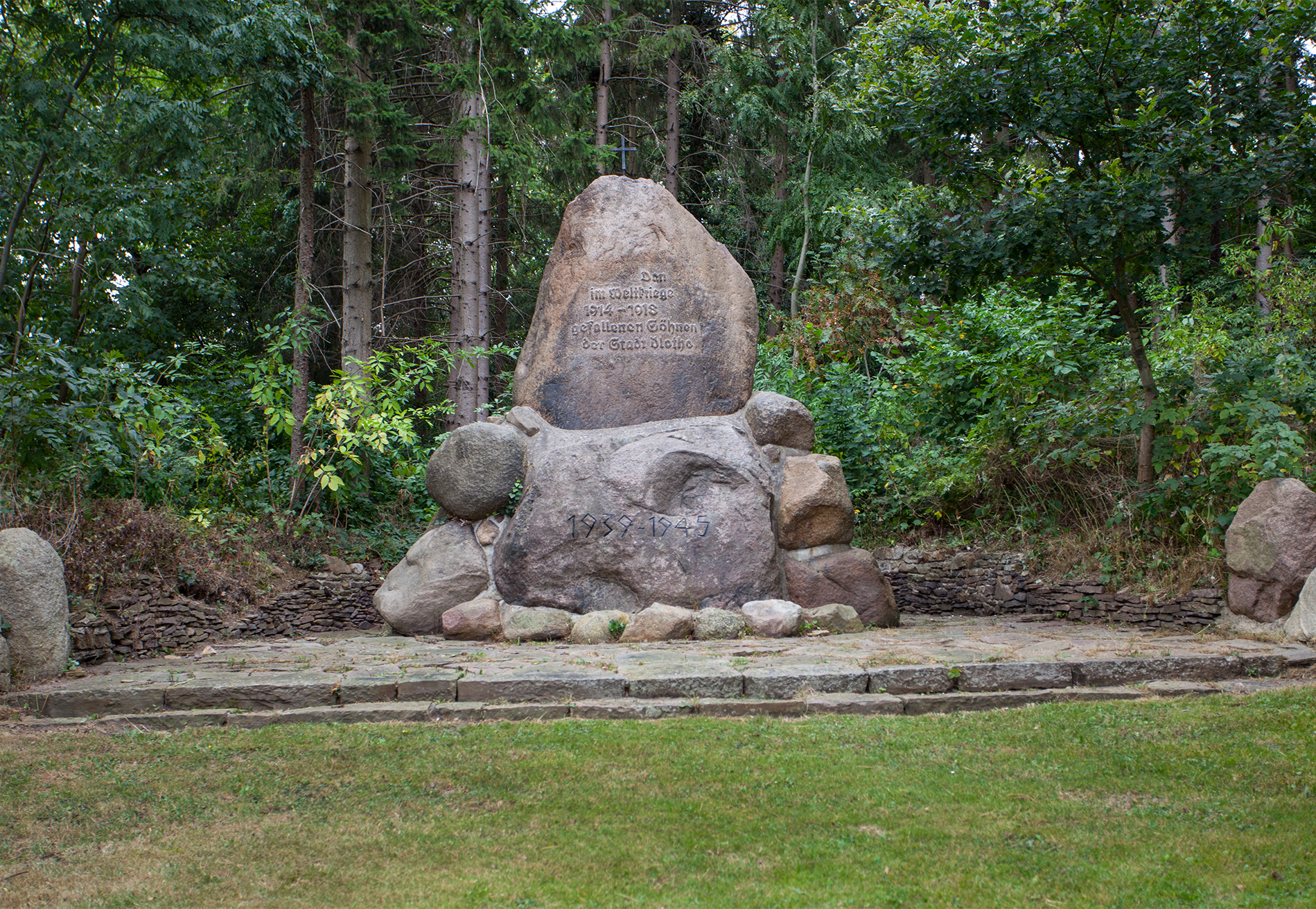
Kriegerdenkmal am Amtshausberg
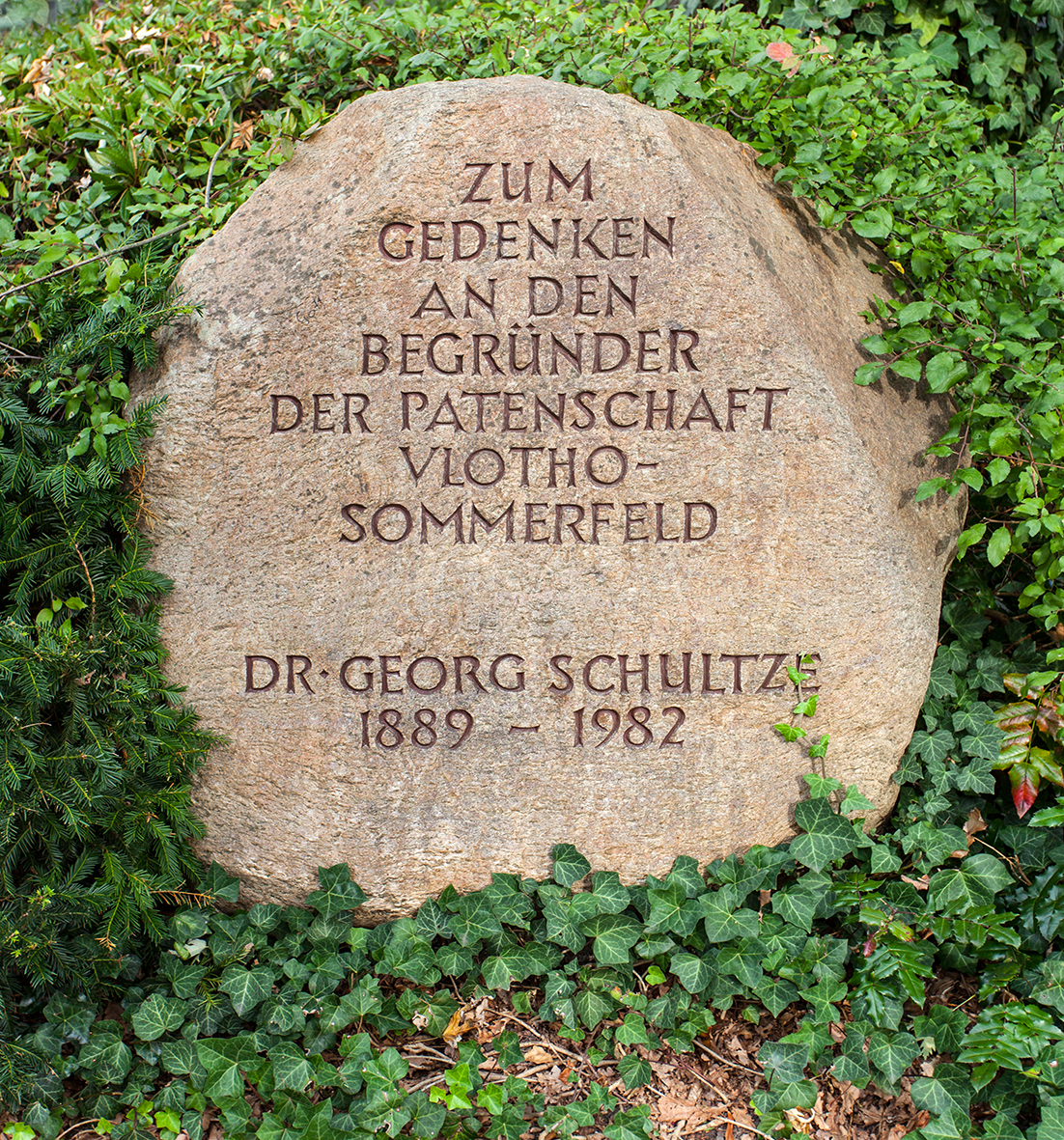
Dr.-Georg-Schultze-Gedenkstein
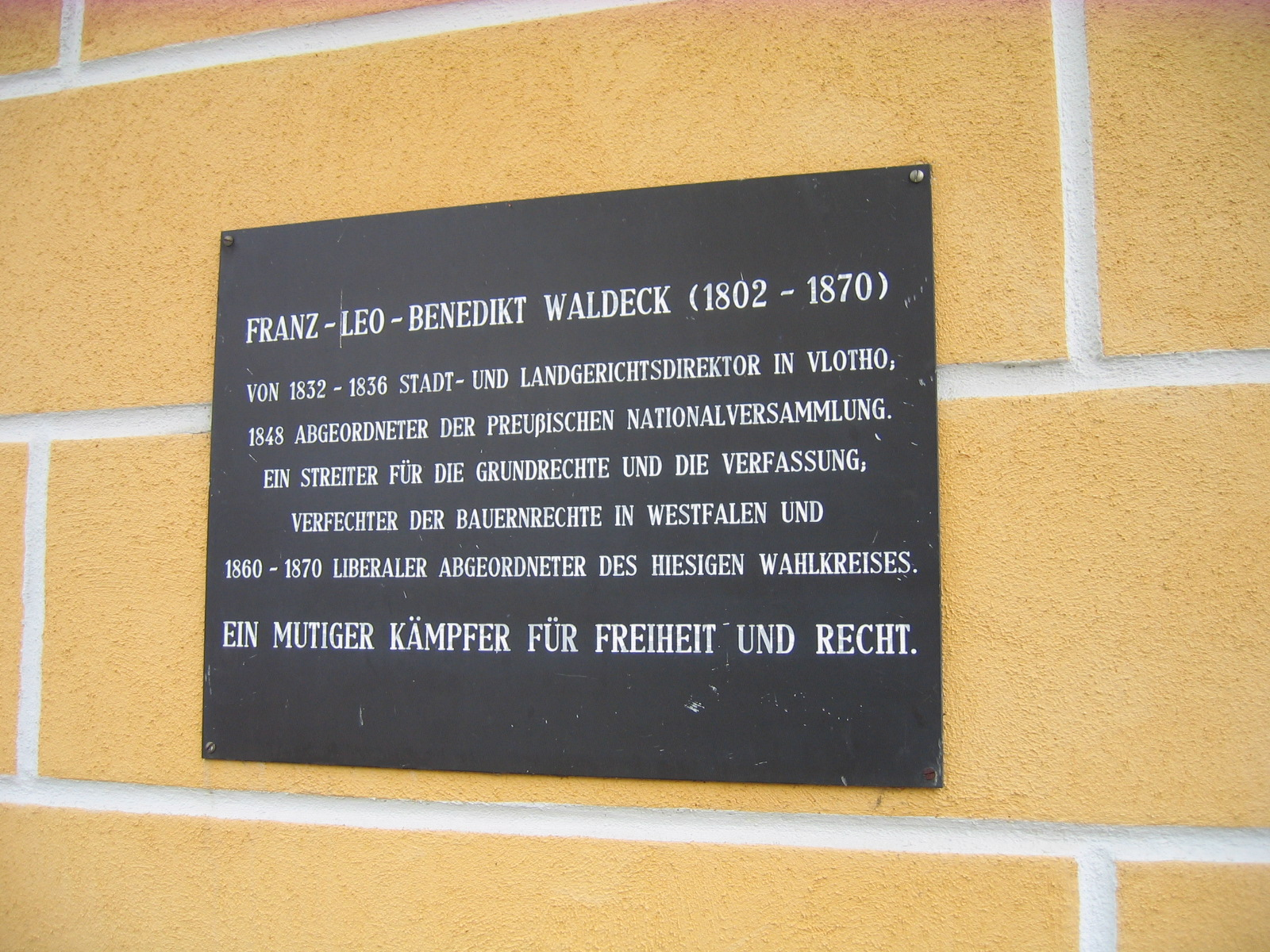
Erinnerungstafel an Franz Leo Benedikt Waldeck
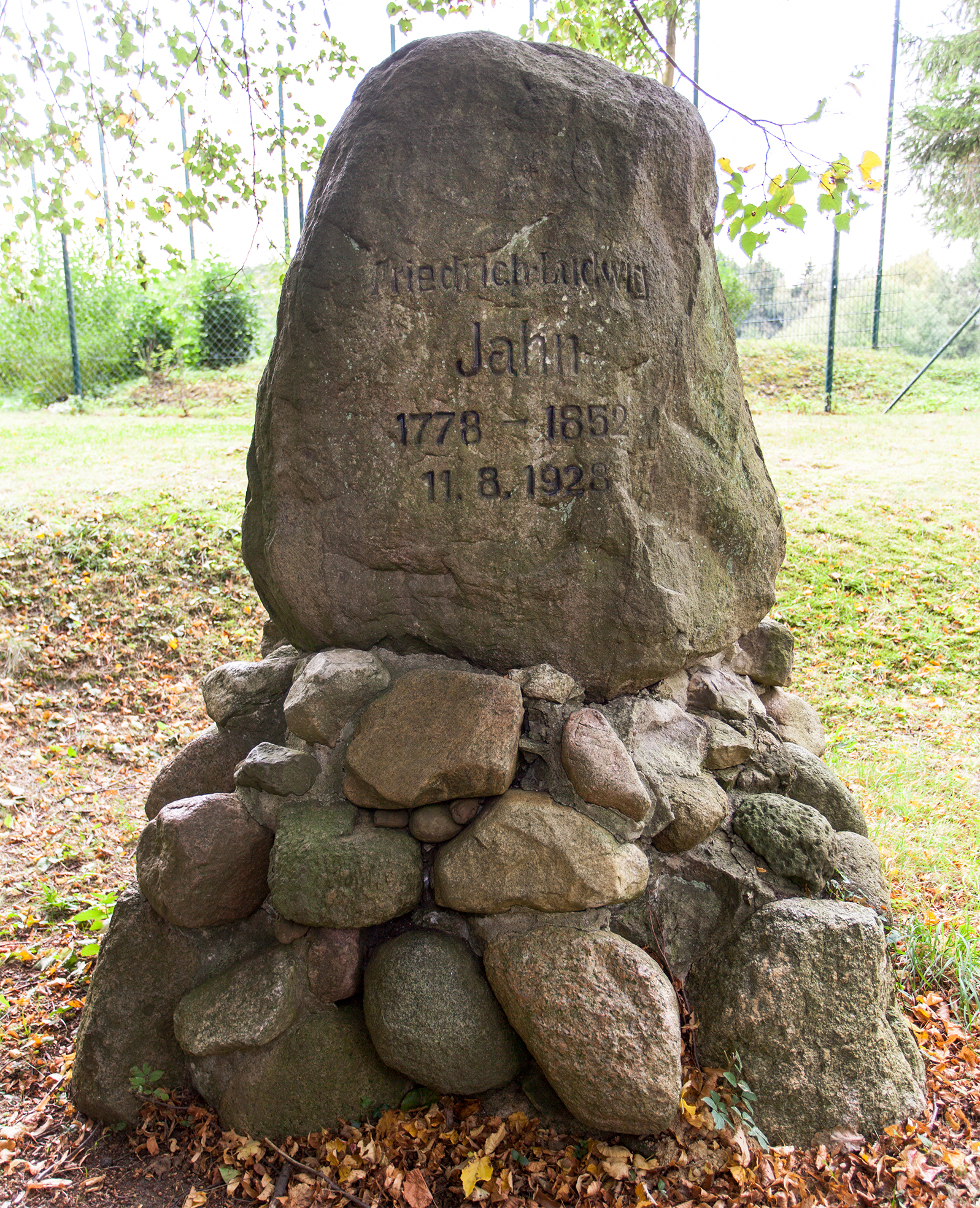
Ludwig-Jahn-Denkmal auf dem Amtshausberg
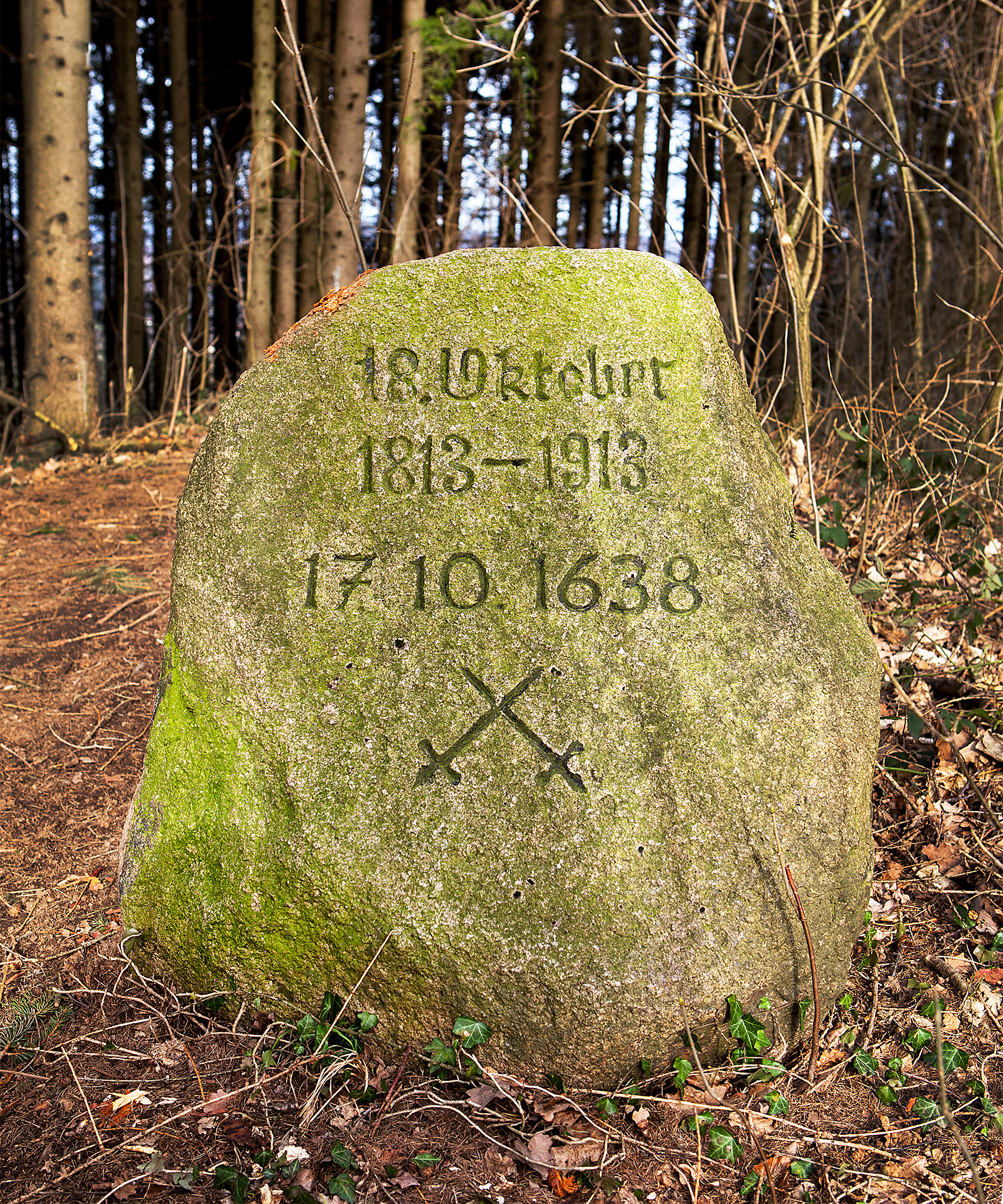
Gedenkstein für die Völkerschlacht bei Leipzig und die Schlacht bei Vlotho

### Sport
Vlotho ist Heimat mehrerer Sportvereine. Dazu zählen der Fußballverein SC Vlotho 1921 e. V., der aus der Vereinigung der Vereine FC Arminia Vlotho und SuS Winterberg hervorging und dessen erste Herrenmannschaft in der Bezirksliga spielt, TuS Bonneberg 1963 e. V., Turn- und Sportgemeinde Vlotho von 1880 e. V., Turnverein „Eintracht“ Valdorf e. V., TuS Westfalia Vlotho-Uffeln e. V. (u. a. Bezirksliga Handball), die Sportgemeinschaft „Einigkeit“ Exter e. V., FC Exter 1947. e. V., Tennisclub Vlotho e. V., Tennisclub Rot Weiß Exter e. V., 1. Badmintonclub Vlotho e. V., die Reit- und Fahrvereine Fridericus Rex Valdorf e. V. und von Bismarck Exter e. V.
Auf der Weser ist Wassersport möglich. Im Ortsteil Uffeln befindet sich ein Sportboothafen und im Ortsteil Valdorf das beheizte Waldfreibad. An den Schulstandorten befinden sich Sporthallen. Im Stadtgebiet sind zudem mehrere Tennisplätze, eine Tennishalle und zwei Golfplätze. Durch Vlotho verläuft der Weser-Radweg.

### Grünflächen und Naherholung
Vlotho hat einen öffentlich zugänglichen Kurpark, der gemeinsam von Bad Senkelteich und Bad Seebruch (Weserlandklinik) genutzt wird. Im Kurpark befinden sich ein Klanggarten und das ehemalige Haus des Gastes der Stadt. Er wird von der Linnenbeeke durchflossen.
Vlotho hat mit Abstand die meisten Naturschutzgebiete je Gemeinde im Kreis Herford, insgesamt 13. Diese sind das Arnholz, der Borstenbach, der Eiberg, das Heideholz, der kleine Selberg, die Linnenbeeke, das Mittelbachtal, der Paterberg, das Plögereisiek, das Salze-Glimketal, die Sandgrube Exter, Siebenstücken und die Vlothoer Weserwiesen. Zusammen bedecken diese Gebiete rund 204 ha, beziehungsweise 2,65 % der Stadtfläche.

### Regelmäßige Veranstaltungen
- Freibadfete im Waldfreibad Valdorf ausgerichtet durch die DLRG und den Freibadförderverein (Anfang Juli)
- Exter-Triathlon (Juli/August – seit 1989 Dreikampf Schwimmen-Radfahren-Laufen mit meist 400 bis über 500 auch überregionalen Teilnehmern)
- Hafenfest (Sommer – am Vlothoer Weserhafen)
- Tag des Bauernbades (2. Sonntag im September – Es präsentieren sich Bad Seebruch und Bad Senkelteich)
- Weihnachtsmärkte der Ortsteil-Vereine (der erste, 1995 in Exter abgehaltene fand viele Nachahmer in der Region)
- Uffelner Meile Die Geschäftswelt, Vereine und Einrichtungen aus Uffeln und Vlotho präsentieren im Mai/Juni im dreijährigen Abstand ihr Angebot entlang der Durchgangsstraße Mindener Straße
- Musikfestival umsonst und draußen
- Bürgerbrunch (im Sommer – Innenstadt Vlotho – Sommerfelder Platz)

### Tourismus

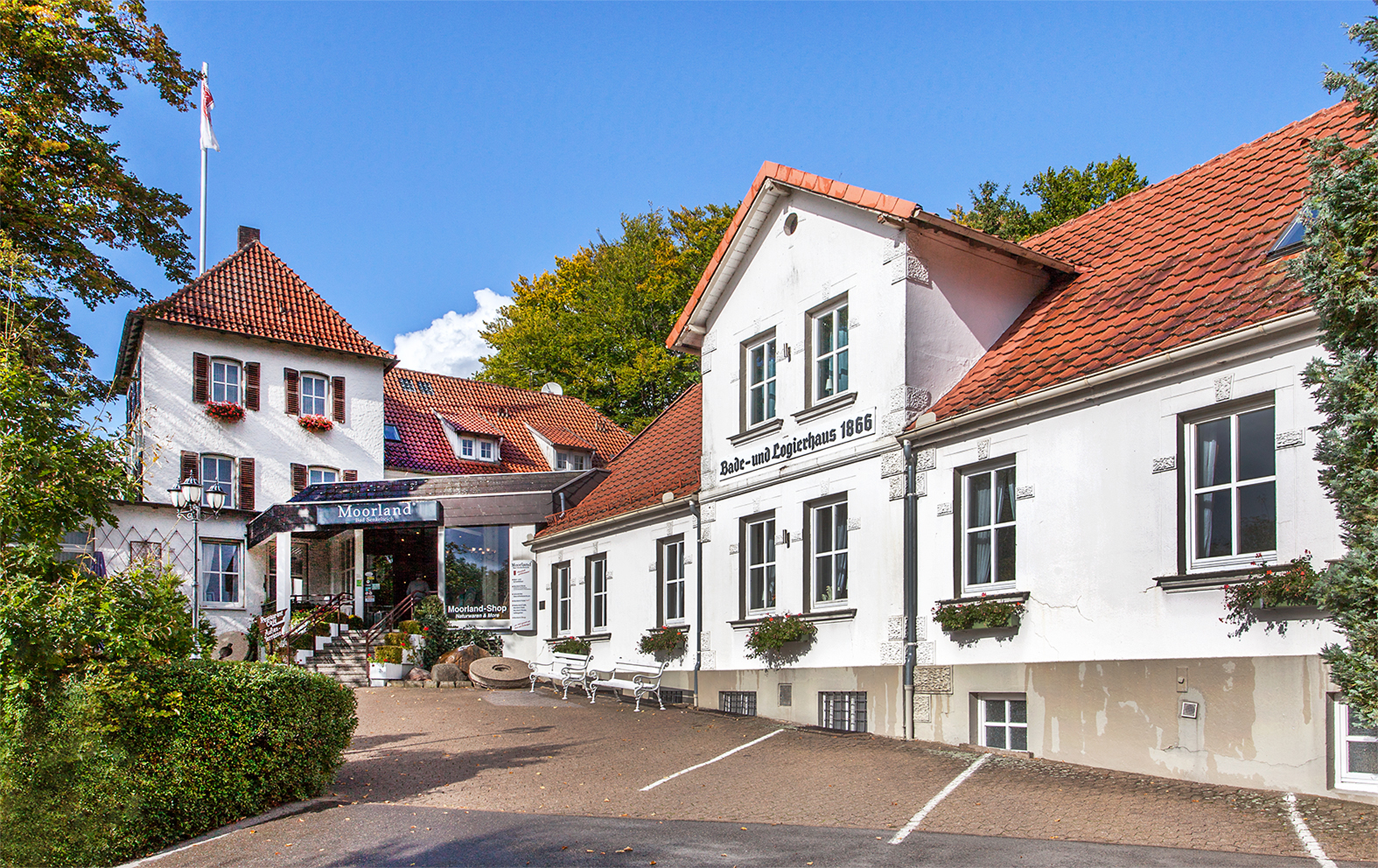
Moorland-Hotel in Bad Senkelteich

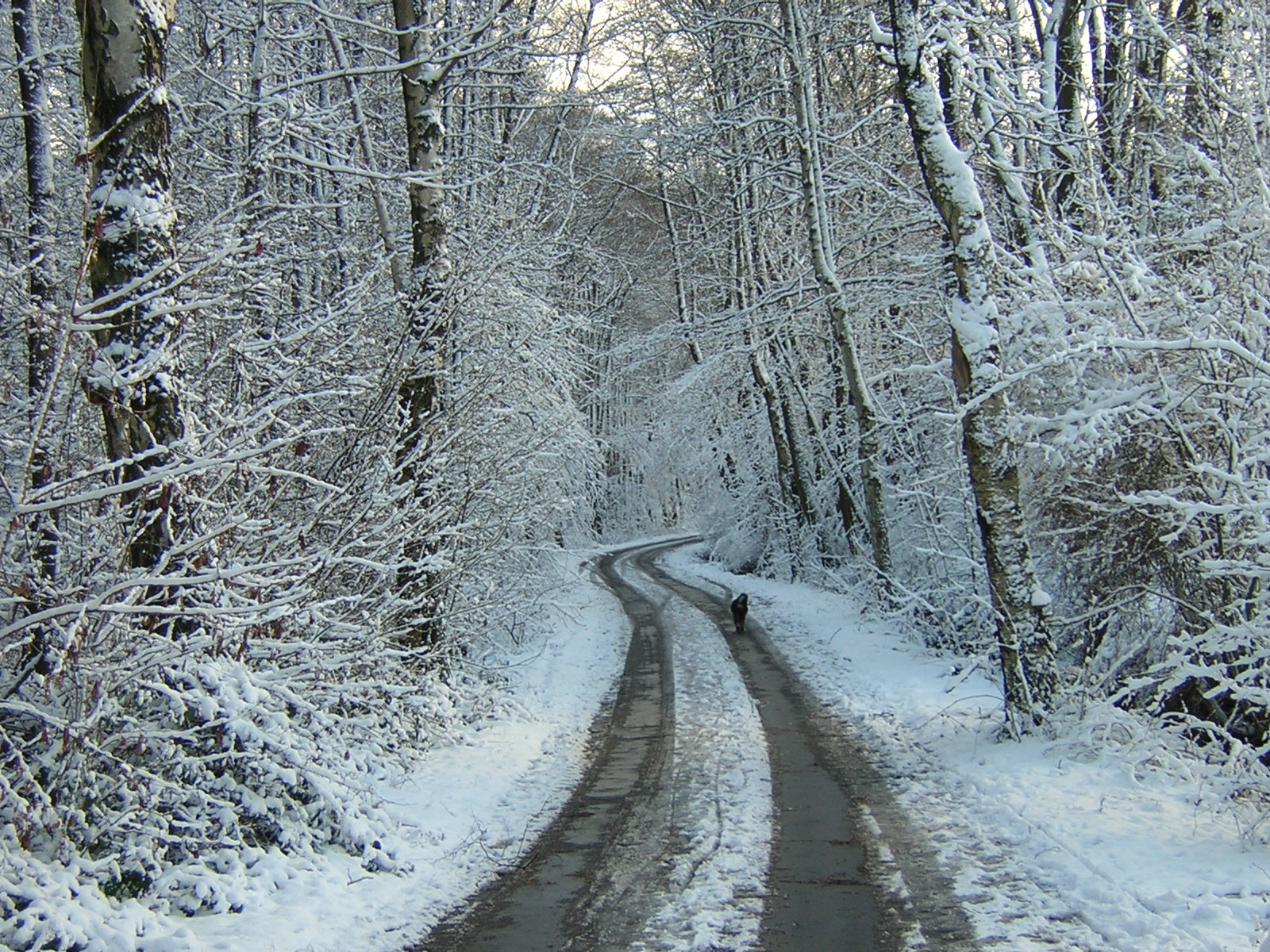
Verschneiter Waldweg am Bonstapel

- In Uffeln, auf dem Freizeitgelände Borlefzen, befinden sich ein 80.000 m² großer Bootshafen mit Zugang zur Weser und zwei Campingplätze. Entlang des Flusses finden sich Badeseen.
- Der Vlothoer Weserhafen wird heute nur noch touristisch genutzt. Seit einiger Zeit bietet die Stadt Vlotho eine beschränkte Anzahl an Stellplätzen für Wohnmobile an; Versorgungseinheiten sind vorhanden. An zwei Schwimmstegen können Motorsportboote auch bei Hochwasser anlegen.
- Besonders hervorzuheben sind die Moorbäder Bad Seebruch (Weserlandklinik) und Bad Senkelteich (Moorland-Hotel) in Valdorf denen bereits seit dem 19. Jahrhundert Kurbetrieb stattfindet. Seit 1978 ist ein Teil von Valdorf mit Bad Seebruch und Bad Senkelteich staatlich anerkannter Luftkurort mit Kurmittelgebiet.[53]
- Der Naturlehrpfad Bonstapel führt als Rundweg auf 5 km Länge auf dem Berg Bonstapel in über 300 m Höhe zu vierzehn Stationen, an denen Informationstafeln über die Geschichte der Landschaft und ihre Flora und Fauna berichten. Ein Beispiel für die didaktische Qualität ist eine Insektenwand, die Lebensräume vieler Waldinsekten am lebendigen Beispiel zeigt.
- Vlotho liegt an der etwa 500 km langen Wellness-Radroute Teutoburger Wald, die als Radrundweg ausgeführt ist, am 491 km langen Weser-Radweg und am Soleweg. Darüber hinaus sind etwa 25 km örtliche Radwanderwege im Stadtgebiet markiert. Weiterhin sind vier örtliche Wanderwege mit Längen zwischen einem und 10 km ausgeschildert.
- In den Sommermonaten bietet die Mindener Fahrgastschifffahrt Dampferfahrten auf der Weser nach Hameln, Rinteln und Minden an.
- Es werden historische Stadtführungen angeboten. Bei einer ist die Burg Vlotho das Ziel des „Burggemunkels“, bei dem das Burggelände bei Dunkelheit erkundet werden kann.
- Im Ortsteil Exter wurde im Jahr 2014 die so genannte „Exter-Tour“ eingerichtet, auf deren zwei Rundwanderwegen (innerörtlich und über die den Ort umgebenden Höhen) über 31 beschilderte Stationen informiert wird. Im Angebot der im Juni 2016 eröffneten und pädagogisch begleiteten „Exter-Tour für Kinder“ werden Vorschul- und Schulkinder auf 14 Stationen im Ortskern kindgerecht informiert.[54]

## Wirtschaft und Infrastruktur

### Unternehmen
- Finke GmbH & Co, Metallblasinstrumente
- Kannegiesser, Wäschereimaschinen
- Kohlstädt GmbH, Uffeln
- pronorm Einbauküchen GmbH, Uffeln
- Gustav Steinmann, Orgelbau

### Medien

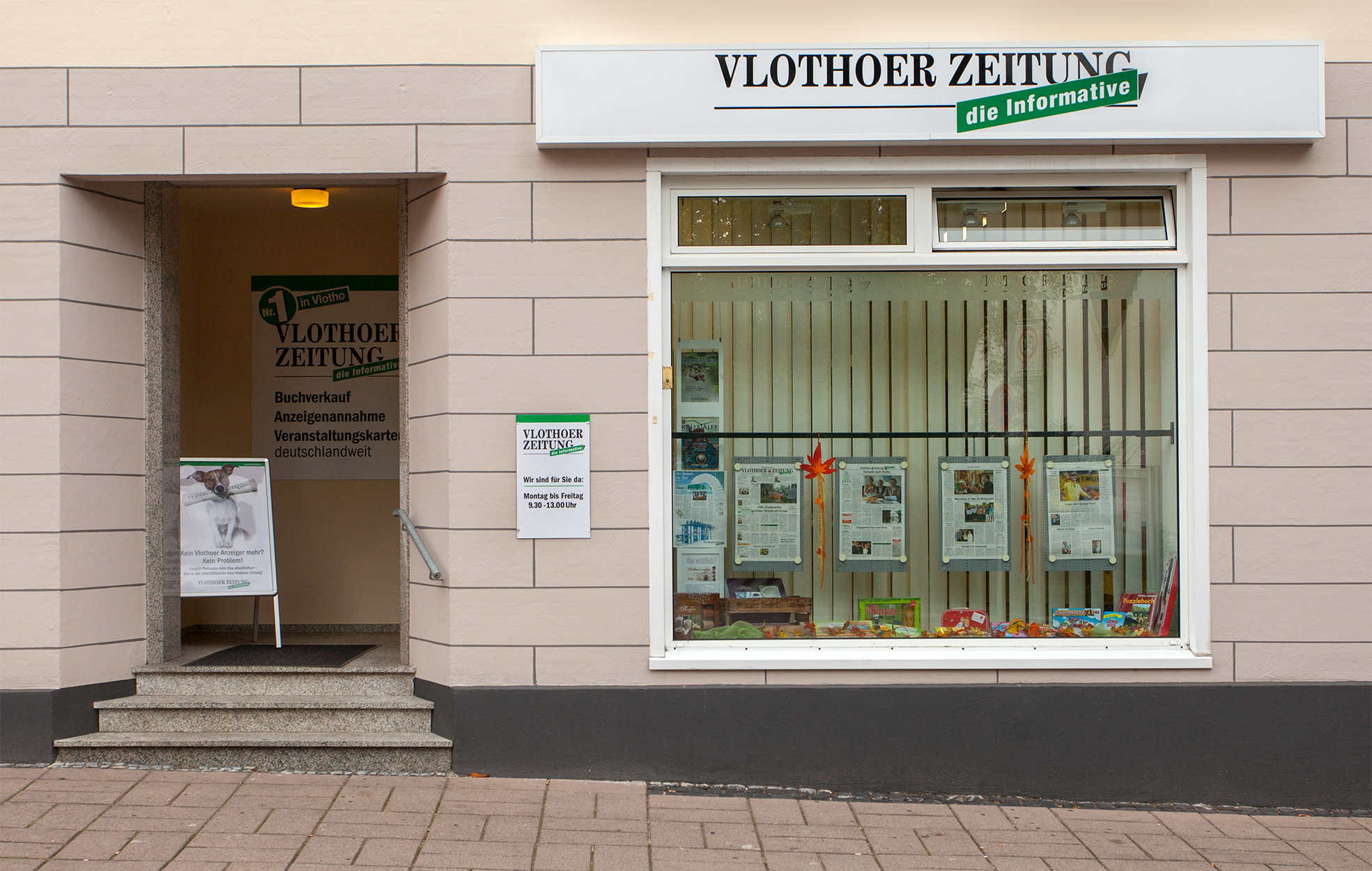
Redaktion der Vlothoer Zeitung in der Langen Straße

Die Vlothoer Zeitung (früher Vlothoer Tageblatt) erscheint als Ausgabe des Bielefelder Westfalen-Blattes bzw. des Herforder Kreisblattes. Einen nur geringen Abonnenten-Stamm hat die Herforder Ausgabe der Neuen Westfälischen Zeitung, Bielefeld. Vlotho gehört zum Berichtsgebiet des Regionalstudios Bielefeld des WDR. Radio Herford kann über 91,7 MHz empfangen werden und sendet Lokalnachrichten aus Vlotho.

### Öffentliche Einrichtungen
Zu den öffentlichen Einrichtungen in Vlotho gehören die Stadtverwaltung, die Freiwilligen Feuerwehren und die Rettungswache, die Wasserwerke und das Klärwerk, der Bauhof sowie verschiedene Bildungseinrichtungen. Der Bezirk des ehemaligen Amtsgerichts Vlotho gehört heute zum Bezirk des Amtsgerichts Bad Oeynhausen. Das für Vlotho örtlich zuständige Finanzamt und die Arbeitsagentur für Arbeit sind in der Kreisstadt Herford.

### Bildung

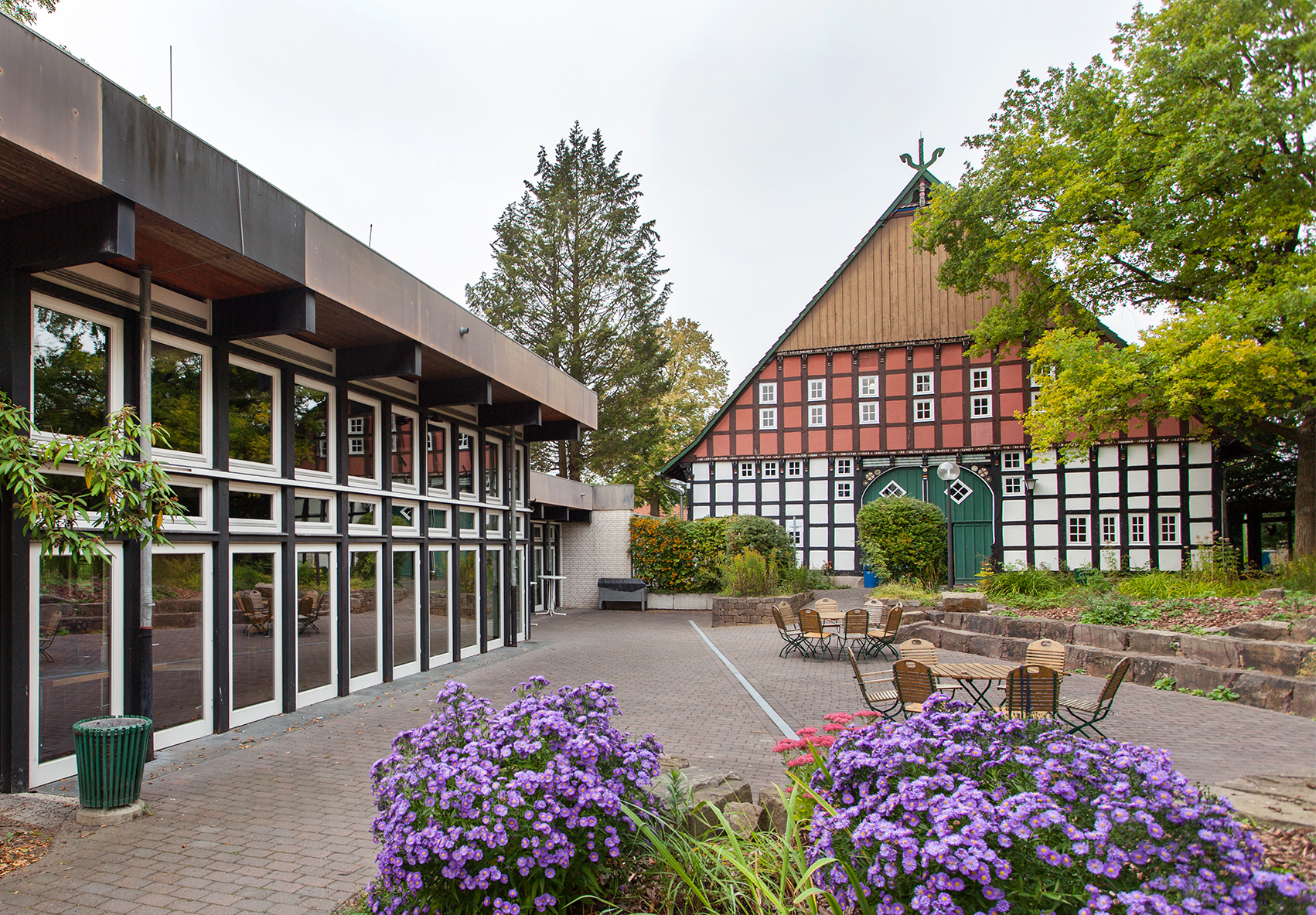
LWL-Bildungsstätte Jugendhof Vlotho

Die Stadt bietet mit Ausnahme einer Gesamt- und einer Förderschule alle allgemeinbildenden Schulformen an. Es gibt im Stadtgebiet drei Grundschulen, die Grundschule Vlotho mit zwei Standorten, die Hans-Schwarze-Grundschule sowie die Verbundgrundschule Uffeln-Exter mit zwei Standorten, wobei der Standort Exter den Status einer evangelischen Bekenntnisgrundschule hat. Weiterführend in der Sekundarstufe I ist die Sekundarschule im Schulzentrum Südspange. Sie ist seit dem Schuljahr 2012/13 die Nachfolgerin von Real- und Hauptschule am gleichen Standort. In den Sekundarstufen I und II bietet die Stadt das Weser-Gymnasium Vlotho.
Im Jahr 2008 wurden an den allgemeinbildenden Vlothoer Schulen mit 132 Lehrkräften insgesamt 2313 Schüler unterrichtet, davon 34,2 % an den Grundschulen, 9,5 % an der Haupt-, 19,7 % an der Realschule und 36,6 % am Gymnasium.
Die Jugendkunstschule befindet sich in der Kulturfabrik. Darüber hinaus ist die Stadt Sitz des LWL-Bildungszentrums Jugendhof Vlotho, der Bildungsstätte des Landschaftsverbandes Westfalen-Lippe und weiterer Bildungseinrichtungen wie das Gesamteuropäische Studienwerk (GESW) und das AKE-Bildungswerk e. V. Im Ortsteil Valdorf befand sich die Staatlich anerkannte Lehranstalt für Physiotherapie an der Weserland-Klinik Bad Seebruch.
Das umstrittene Collegium Humanum, eine ehemalige rechtsextremistische Einrichtung, einschließlich dessen Teilorganisation „Bauernhilfe e. V.“, wurde am 7. Mai 2008 (Datum der Verbotsverfügung: 18. April 2008) durch das Bundesministerium des Innern gemäß § 3 Vereinsgesetz verboten.

### Verkehr

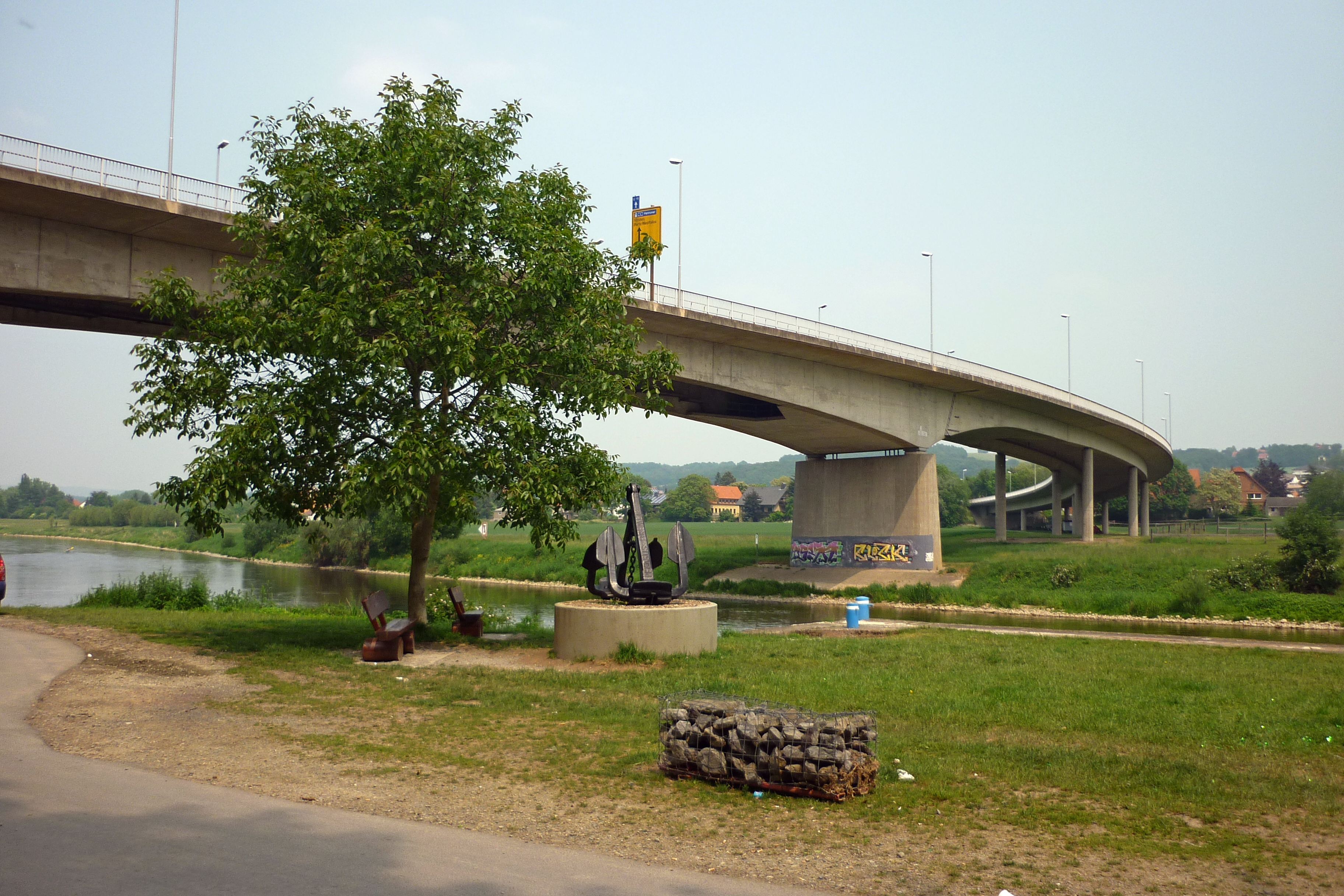
Weserbrücke

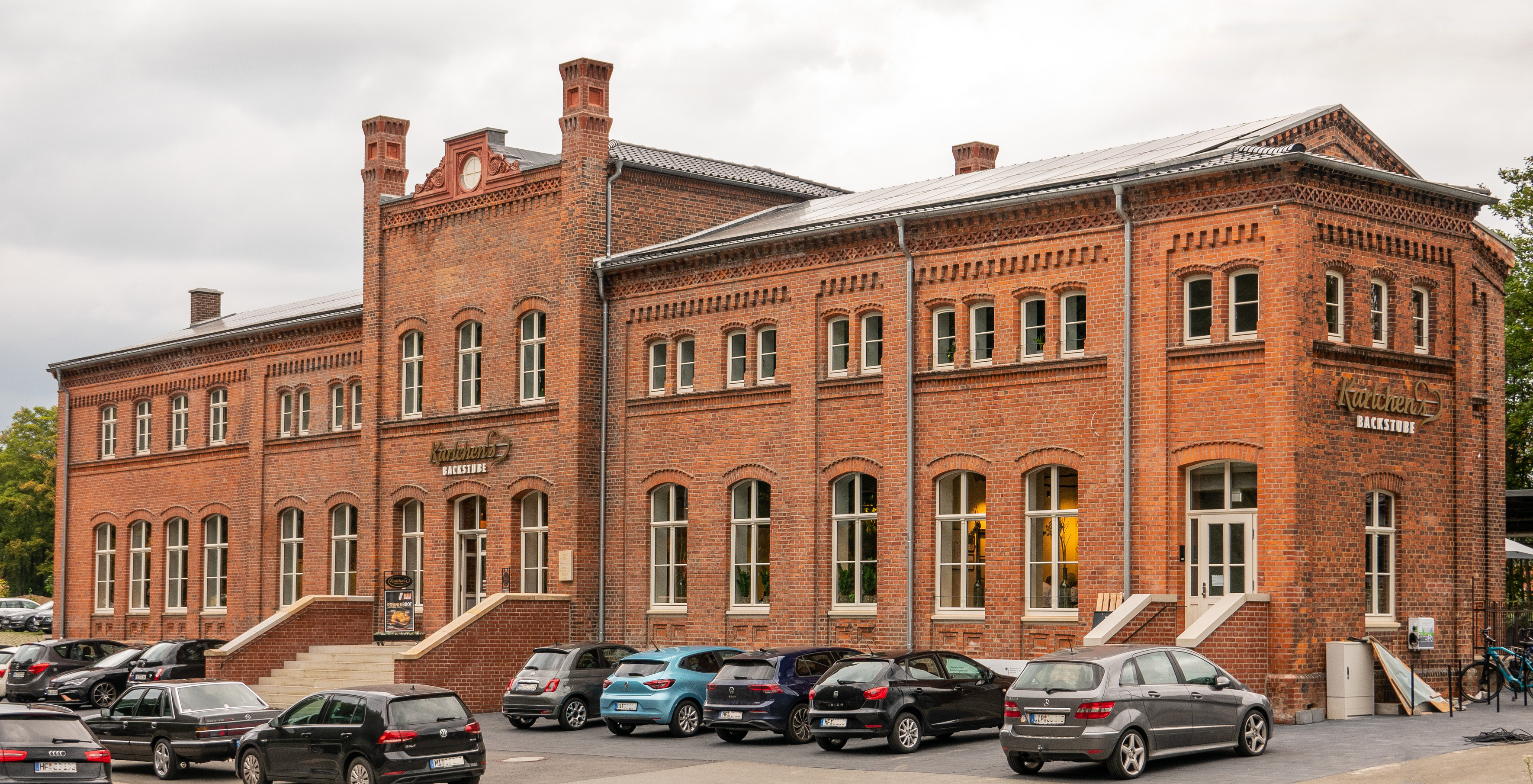
Restauriertes Empfangsgebäude Bahnhof Vlotho

Von Herford und Bad Salzuflen aus war von 1903 bis 1962 Vlotho mit der Herforder Kleinbahn über Exter erreichbar, 1963 wurde auch die Verbindung bis Exter eingestellt. An das deutsche Eisenbahnnetz ist Vlotho seit 1875 angeschlossen. Die damalige Planstrecke sollte die Städte Löhne und Vienenburg verbinden: heute (Bahnstrecke Elze–Löhne). Bereits für 1336 wird eine Fährverbindung über die Weser urkundlich erwähnt. 1928 wurde die Weserbrücke Vlotho als erste Straßenbrücke über die Weser eingeweiht. Damit war Vlotho mit der Gemeinde Uffeln im damaligen Amt Hausberge direkt verbunden. Die Fähre wurde noch bis 1937 betrieben. Die Brücke war bis 1943 mautpflichtig. Sie überstand die Luftangriffe der Alliierten im Zweiten Weltkrieg, ihr Mittelteil über die Weser wurde jedoch Anfang April von deutschen Pionieren gesprengt. Damit sollte der Vormarsch der Amerikaner aufgehalten werden. Bis zur Einweihung des Brückenneubaues im Jahre 1951 verkehrte ab 1945 wieder eine Fähre über die Weser. Die teilerneuerte Brücke war dem zunehmenden Verkehr auf Dauer nicht gewachsen; sie wurde 1981 durch eine moderne Spannbetonbrücke ersetzt, die wenige hundert Meter stromaufwärts liegt.
Die Bundesautobahn 2 (A 2) kann über die unmittelbar an der Stadtgrenze gelegenen Anschlussstellen Porta Westfalica (Nr. 33), Kreuz Bad Oeynhausen (Nr. 32) und Herford-Ost (Nr. 30) erreicht werden, die Anschlussstelle Vlotho-West (Nr. 31) befindet sich im westlichen Ortsteil Exter. An dieser beginnt die 2019 eröffnete Bundesstraße 611, welche nordwärts zur A 30 in Löhne führt. Ferner verbindet die Bundesstraße 514 Vlotho mit der A 30. Über die durch den Ortsteil Uffeln verlaufende Landesstraße L 778 besteht eine Verbindung zum Flugplatz Vennebeck (Porta Westfalica).
Die Weserbahn (Bünde – Löhne – Hameln – Hildesheim) wird im Stundentakt von Regionalverkehre Start Deutschland auf der gleichnamigen Weserbahn (RB 77) befahren. 1875 wurde die Eisenbahnbrücke Vlotho eröffnet. Der Bahnhof Vlotho ist mit einem Fahrkartenautomaten ausgestattet. Das unter Denkmalschutz stehende, 1875 errichtete ehemalige Empfangsgebäude des Bahnhofs wird nicht mehr für verkehrstechnische Zwecke genutzt. Bis Anfang August 2023 wurde das Bahnhofsgebäude umfassend saniert. Seitdem beherbergt es eine Bäckerei mit Café und Büroräume.
Die nächstgelegenen größeren Flughäfen sind der Flughafen Hannover in etwa 80 km Entfernung, der Flughafen Paderborn/Lippstadt in ca. 84 km Entfernung und der Flughafen Münster/Osnabrück in rund 100 km Entfernung. Der Flugplatz in Porta Westfalica wird vorwiegend von Sportfliegern genutzt.
Der Öffentliche Personennahverkehr besteht aus vier Buslinien. Die Linie 434/VB1 (Vlotho Bahnhof – Exter – Schwarzenmoor – Bahnhof Herford) wird von der „DB Ostwestfalen-Lippe-Bus“ von Montag bis Freitag stündlich, samstags und sonntags alle zwei Stunden betrieben. Die Linien S2, S3 und S4 werden von der VlothoBus GmbH, einer Tochter der Stadtwerke Vlotho GmbH, mit Kleinbussen bedient und verkehren auf Ringlinien zweistündig je Richtung. Die Haltestellen „Bahnhof Vlotho“, „Rathaus“, „In der Grund“ und „Kirchplatz“ werden jede Stunde unabhängig von der Richtung angefahren.

## Persönlichkeiten

### Ehrenbürger
- Gustav Bonnemeyer (* 9. April 1847; † 15. Mai 1923), ernannt am 12. Juni 1917.
- Heinrich Brüggenschmidt (* 2. Mai 1854; † 15. April 1941), Amtmann, ernannt am 11. November 1921.
- Annemarie von Lengerke (* 15. April 1915; † 16. Dezember 2012), ernannt am 15. April 2000.
- Stephen Hans Loeb (* 26. September 1916; † 1. Mai 1998), ernannt am 25. September 1991.
- Paul Thoß (* 20. November 1860; † 1. Januar 1950) ernannt am 20. November 1930.

Quelle:
Gustav Bonnemeyer wurde die Ehrenbürgerschaft verliehen in Anerkennung seiner großen Verdienste um die Wohlfahrtspflege der Stadt, worunter zum Beispiel die Stiftung in erheblicher Höhe für ein Krankenhaus fiel. Die Inflation in den 1920er Jahren vernichtete das Stiftungsvermögen. – Amtmann Heinrich Brüggenschmidt erhielt sie ebenso wie Großkaufmann Paul Thoß in Anerkennung … großer Verdienste vor, während und nach dem Ersten Weltkrieg. – Paul Thoß war lange Jahre Mitglied der Amtsvertretung, Stadtverordneter, Beigeordneter und hatte Brüggenschmidt während dessen Kriegsdienstes vertreten. – In neuerer Zeit wurde diese Anerkennung Annemarie von Lengerke für ihren unermüdlichen ehrenamtlichen Einsatz für ihre Heimatstadt in vielen Funktionen verliehen. – Stephen Hans Loeb verließ als jüdischer Bürger in jungen Jahren in den Anfangsjahren der Naziherrschaft seinen Geburtsort und reichte nach dem Zweiten Weltkrieg versöhnlich symbolisch die Hand, was der Rat der Stadt zum Anlass nahm, ihm die Ehrenbürgerschaft zu verleihen.

### Söhne und Töchter der Stadt
- Hermann Petersen (um 1592–1675), Lübecker Kaufmann und Ratsherr
- Arnold Isselhorst (1615–1695), Jurist und Ratssekretär der Hansestadt Lübeck
- Hermann Nottelmann (1626–1674), Pädagoge
- Christoph Diedrich Arnold Delius (1742–1819), Kaufmann und Diplomat
- Otto Heinrich Brandt (* 1796; † 19. Jh.), Abgeordneter des Kurhessischen Kommunallandtages
- Heinrich Adolf Rinne (1819–1868), Arzt
- Hermann von Kettler (1832–1916), preußischer Generalleutnant
- Karl Theodor Reinhold (1849–1901), Politiker (NLP), Volks- und Staatswissenschaftler
- Theodor Wedepohl (1863–1931), Landschafts- und Porträtmaler
- Gustav Rüdenberg (1868–1942), Kaufmann, Kunstsammler und Opfer des Holocaust
- Fritz Schröder (1887–1973), Generalmajor
- Paul Berkenkopf (1891–1962), Wirtschafts- und Verkehrswissenschaftler
- Karl Hofmann (1901–1959), Widerstandskämpfer
- August Sundermann (1907–1994), Internist
- Gert Adriani (1908–1989), Kunsthistoriker
- Heinz Wengler (1912–1942), Radrennfahrer
- Ernst Albrecht (1914–1977), Politiker (SPD), 1961–1968 Bürgermeister von Vlotho und 1962–1977 Landrat des Kreises Herford
- Friedrich Wilhelm Brinkmann (1920–1994), Textilfabrikant
- Heinz Röthemeier (* 1924), Politiker (SPD)
- Gerhard Wattenberg (1926–2016), Politiker (SPD), 1984–1994 Bürgermeister von Vlotho und 1989–1999 Landrat des Kreises Herford
- Rolf Woyke (1936–2019), evangelischer Pfarrer, Bundespfarrer des Verbandes Entschieden für Christus und Autor
- Helmut Rethemeier (* 1939), Vielseitigkeitsreiter, Olympiateilnehmer 1976 (Silbermedaillengewinner)
- Ortwin Peithmann (* 1946), Ingenieur für Raumplanung
- Hans Westmeyer (1946–2020), Psychologe und Professor für Klinische Psychologie und Psychologische Diagnostik
- Georgia Tornow (* 1948), Journalistin, Ehefrau des Fernsehjournalisten und Moderators Ulrich Meyer
- Friedrich W. Neukam (* 1949), Chirurg
- Fritz Klocke (* 1950), Maschinenbauingenieur und Hochschullehrer
- Armin Burkhardt (* 1952), Germanist
- Jürgen Müller (* 1959), Politiker (SPD), seit 2015 Landrat des Kreises Herford

### Persönlichkeiten, die in Vlotho gewirkt haben
- Franz Leo Benedikt Waldeck (1802–1870), Politiker (DFP), 1832–1836 Gerichtsdirektor in Vlotho.
- Ernst Hake (1844–1925), Architekt und Postbaumeister, lebte von 1911 bis zu seinem Tode in Vlotho.
- Joseph Gutmann (1865–1941), Pädagoge und Theologe, wuchs in Vlotho auf.
- Fritz Löwenthal (1888–1956), Politiker (KPD und SPD), starb in Valdorf.
- Karl Großmann (1896–1981), Lehrer und Heimatforscher.
- Wilhelm Meyer (1909–2000), Unternehmer, begann seine unternehmerische Tätigkeit in Vlotho (Meyra).
- Werner Georg Haverbeck (1909–1999), Theologe und Rechtsextremist, Gründer des Collegium Humanum, verheiratet mit Ursula Haverbeck.
- Hans Wagner (1909–1981), Fotograf und Ansichtskartenverleger.
- Alexander Dolezalek (1914–1999), Mitbegründer und Dozent am Gesamteuropäischen Studienwerk Vlotho.
- Helmut Finke (1923–2009), Instrumentenbauer, hatte seine Werkstatt in Vlotho-Exter.
- Werner Pohle (1925–2012), Politiker (SPD), lebte in Vlotho.
- Udo Walendy (1927–2022), Verleger, Politologe und Rechtsextremist.
- Theo Mechtenberg (* 1928), katholischer Theologe, Germanist, Publizist
- Ursula Haverbeck (1928–2024), Rechtsextremistin, leitete das Collegium Humanum, verheiratet mit Werner Georg Haverbeck.
- Martin Kannegiesser (* 1941), ehemaliger Geschäftsführer und Inhaber der Herbert Kannegiesser GmbH, 2000–2012 Präsident des Arbeitgeberverbandes Gesamtmetall.
- Lieselore Curländer (* 1956), Politikerin (CDU), 1999–2003 Bürgermeisterin der Stadt Vlotho, 2003–2009 Landrätin des Kreises Herford.
- Jörg Wrachtrup (* 1961), Physiker, wuchs im heutigen Ortsteil Exter als Angehöriger einer alteingesessenen Familie auf.
- Christian Dahm (* 1963), Politiker (SPD), seit 2010 Landtagsabgeordneter in Nordrhein-Westfalen, lebt im Ortsteil Exter.
- Hans Bernsdorff (* 1965), Altphilologe, wuchs im heutigen Ortsteil Exter als Arztsohn auf.
- Arndt Klocke (* 1971), Politiker (Bündnis 90/Die Grünen), 2006–2010 Landesvorsitzender der Grünen NRW, wuchs in Vlotho auf.
- Stefan Schwartze (* 1974), Politiker (SPD), seit 2009 Bundestagsmitglied, aktuell Mitglied des 21. Deutschen Bundestages, wuchs in Vlotho auf und lebt dort.
- Joris Ramon Buchholz (* 1989), Musiker, wuchs in Vlotho auf.